# Breidenbacher Hof

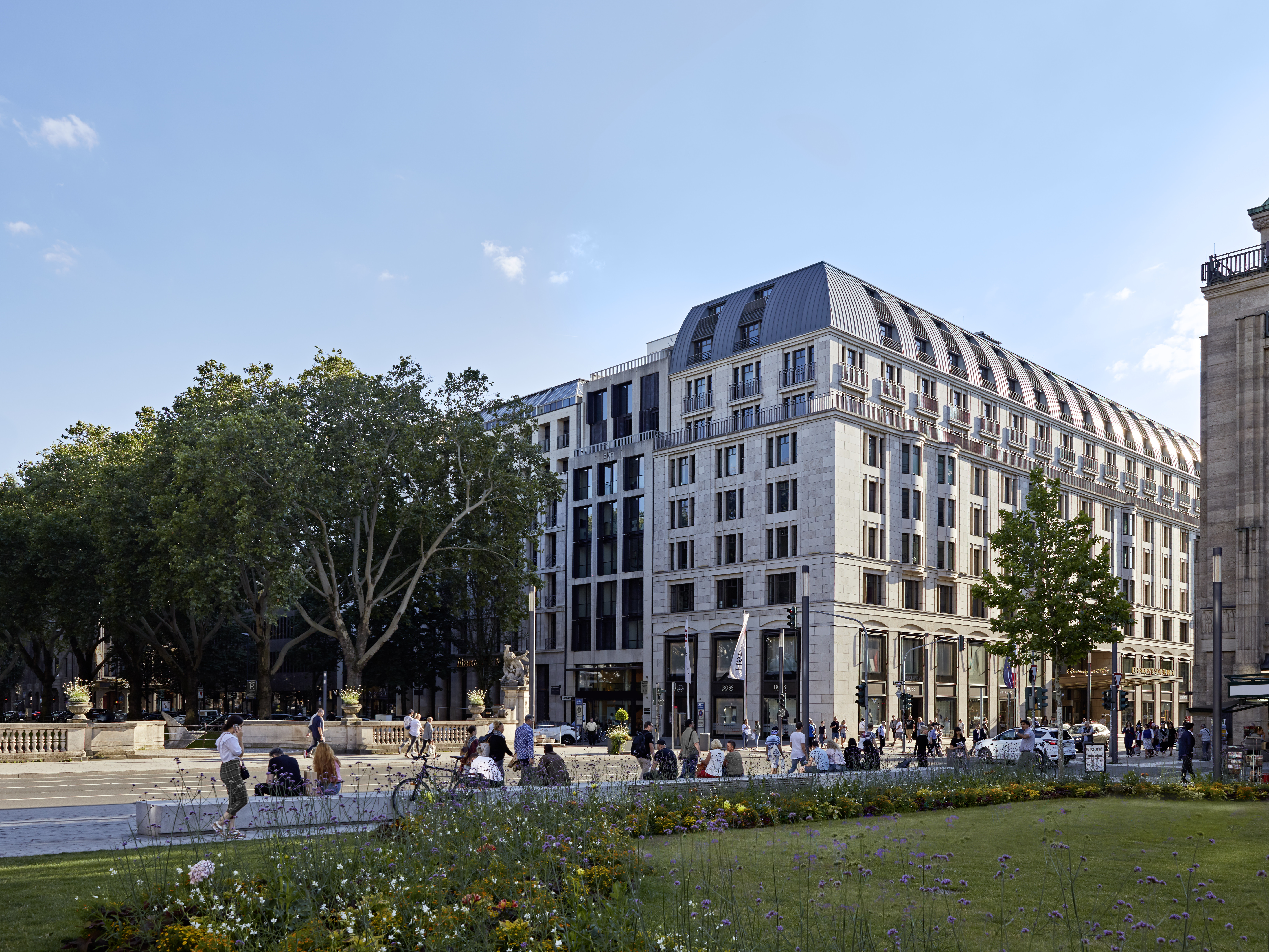
Le Breidenbacher Hof sur la Königsallee

Le Breidenbacher Hof est un hôtel de luxe situé sur la Königsallee à Düsseldorf.

## Position
Le Breidenbacher Hof à Düsseldorf est situé entre la Königsallee et la Heinrich-Heine-Allee avec l'entrée de l'hôtel sur Theodor-Körner-Straße et borde directement la vieille ville. À proximité immédiate se trouvent le Deutsche Oper am Rhein, le Théâtre de Düsseldorf et la collection d'art de Rhénanie-du-Nord-Westphalie K 20.

## Histoire
En 1806, Wilhelm Breidenbach (1764-1837), qui dirige auparavant un restaurant dans la vieille ville, achète aux enchères un terrain pour y construire un grand hôtel. La propriété est une propriété d'angle et est située à l'Alleestrasse n° 34, à l'angle de la Bazarstrasse n° 1,.
De 1808 à 1812, le premier bâtiment classique est construit selon les plans de l'architecte Adolph von Vagedes. En 1840, le Breidenbacher Hof passe aux mains du restaurateur Capellen-Heydendahl. Le Breidenbacher Hof devient l'une des meilleures adresses de la ville, l'hôtel étant situé entre la nouvelle gare de la Königsallee et les bureaux de poste de la vieille ville. Rois et reines, nobles, hommes politiques et artistes séjournent au Breidenbacher Hof.
En 1855, l'aubergiste Julius Disch reprend l'entreprise. Il la vend en 1872 à la Düsseldorfer Baubank, qui la fait remplacer par un nouveau bâtiment des architectes Boldt & Frings (de). L'établissement continua alors à fonctionner sous le nom de Palast Hotel Breidenbacher Hof. À cette époque, l'hôtel est encore situé Alleestrasse 34, à l'angle de la Bazarstrasse. Dans cette dernière rue, en 1878, outre l'hôtel au numéro 1, seules les propriétés numéro 2 et numéro 8 (= coin de la Canalstraße) sont construites. Les immeubles aménagés de la Bazarstrasse n° 2 (1885) et 3 à 8 sont achetés par la Düsseldorfer Baubank en 1887 afin que l'hôtel de la Bazarstrasse puisse être agrandi. Cette rénovation est réalisée entre 1899 et 1901 selon les plans des architectes Klein & Dörschel (de). Dès 1882, la banque de construction acquiert également les terrains lotis n° 3 (= Corner House Bazarstrasse) et n° 4 sur la Canalstrasse. Cette adresse change en Königsallee n° 11 et 13 (de) en 1905. À partir de 1905, les étages supérieurs de la maison n° 11 et le deuxième étage de la maison n° 13 sont également utilisés par l'hôtel Breidenbacher Hof
Après la reprise de la Baubank par un consortium bancaire dans les années 1920, le bâtiment est transformé à la fin des années 1920 selon les plans d'Emil Fahrenkamp. L'hôtel change ensuite de mains à plusieurs reprises. En 1933, la société d'exploitation Breidenbacher Hof GmbH, fondée sous la direction de Georg Linsenmeyer, exploite l'hôtel. Le samedi de Pentecôte 1943, le Breidenbacher Hof est entièrement détruit par un bombardement. Linsenmeyer veut reconstruire l'hôtel.
Le 15 août 1950, le nouveau Breidenbacher Hof est reconstruit et inauguré selon les plans d'Emil Fahrenkamp. En 1953, le propriétaire ajoute de nouvelles ailes de cour. L'hôtel compte désormais 210 chambres ordinaires ainsi que 30 chambres avec alcôve et dix appartements.
À l'âge de 16 ans, Udo Lindenberg commence un apprentissage au Breidenbacher Hof. L'apprentissage se termine par une résiliation sans préavis.
Après le décès de Linsenmeyer en 1971, sa fille Renate reprend l'entreprise. L'hôtel est rénové et conçu dans l'air du temps. En 1979, la chanteuse et entrepreneure française Régine Zylberberg ouvre sa discothèque Regine's au sous-sol. Des premières de films y sont célébrées ; Des stars comme Peter Ustinov, Curd Jürgens et Hans Albers entrent et sortent du Breidenbacher Hof.
Au milieu des années 1980, Georg Rafael, fondateur de la chaîne hôtelière Regent, rachète l'hôtel traditionnel. Désormais, des dîners de gala et des soirées musicales sont au programme, qui sont devenus une institution permanente sur la scène culturelle de Düsseldorf. Sous la direction du directeur de l'hôtel Torriani, l'hôtel est constamment modernisé.

Le Breidenbacher Hof rouvre ses portes le 19 mai 2008.
Fin 2023, une nuitée coûte en moyenne 500 euros, la chambre la moins chère coûtant 350 euros. La taille de la pièce varie de 41 m² jusqu'aux suites de plus de 400 m², qui à son apogée coûte 14 000 euros par nuit. Dès l'été 2035, une rénovation complète est prévue avec une modernisation en profondeur de l'intérieur, loin de l'or, du cuir et de l'acajou.

## Architecture

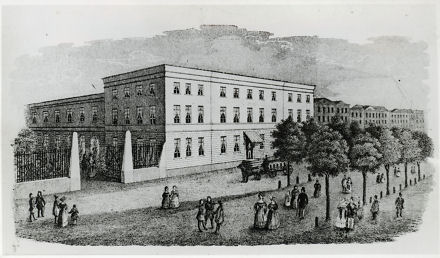
Breidenbacher Hof vers 1870, architecte Adolf von Vagedes, classiciste

De 1808 à 1812, le Breidenbacher Hof est construit selon les plans de l'architecte Adolph von Vagedes et inauguré finalement en 1812. Des problèmes surviennent dans un lycée nouvellement construit qui recouvre la façade et entraînait une pollution sonore de la part des étudiants. La vision de Breidenbach d'un magnifique hôtel indépendant ne devieny réalité qu'après sa mort en 1908, après la démolition du lycée et la construction du grand magasin Tietz (aujourd'hui « Kaufhof an der Kö »).
En 1872, l'hôtel est agrandi selon les plans des architectes Boldt & Frings. Le propriétaire de l'époque, la Düsseldorfer Baubank, fait construire une nouvelle façade de l'hôtel sur la nouvelle Bazarstrasse (aujourd'hui Theodor-Körner-Strasse). Le petit bâtiment hôtelier existant est agrandi et transformé

La façade donnant sur l'Alleestrasse est plus structurée. Quatre grandes doubles fenêtres sont ajoutées de part et d'autre de l'entrée. Deux doubles colonnes encadraient l'entrée, qui est ornée d'un auvent en fer forgé recouvert de verre : des auvents sont installés au-dessus des fenêtres des ailes latérales du premier étage. La zone des combles est fortement accentuée. L'extrémité médiane du toit est caractérisée par une « structure en forme d'autel, soutenue par deux figures féminines […] La belle façade classique, qui a élevé l'hôtel au rang de monument architectural, a été abandonnée. »

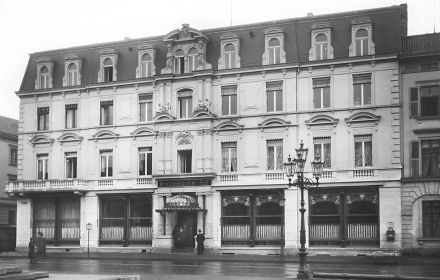
Façade de Boldt & Frings, historicisme

De 1899 à 1901, l'hôtel est à nouveau reconstruit, cette fois selon les plans des architectes Klein & Dörschel. En plus des chambres d'hôtes, plusieurs salles de restaurant élégamment meublées ainsi que des salles plus grandes et plus petites sont aménagées pour les festivités

### Salons
Lors de la rénovation, l'aménagement intérieur historique des salons est conservé, mais enrichi de lampes Art Nouveau. L'architecture donnée est encore traditionnelle, mais le résultat est une combinaison d'une couverture historiciste au crochet sur la table et d'une lampe Art Nouveau : « D'un autre côté, les gens n'avaient aucune inhibition à mettre une lampe Art Nouveau sur un style wilhelminien. table recouverte d'une immense couverture au crochet autour de laquelle sont réparties les plus belles chaises empire ».

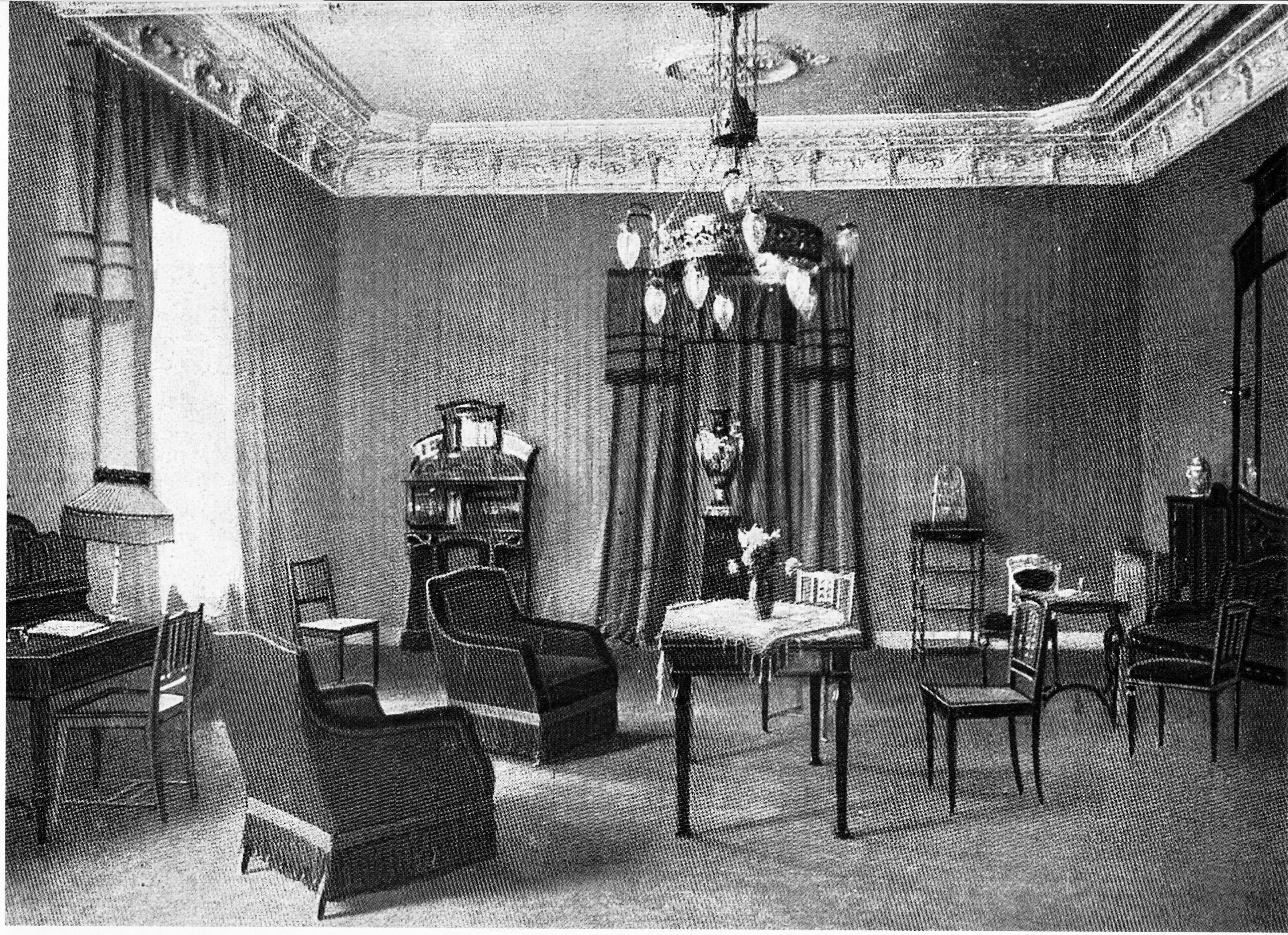
Salon, 1900
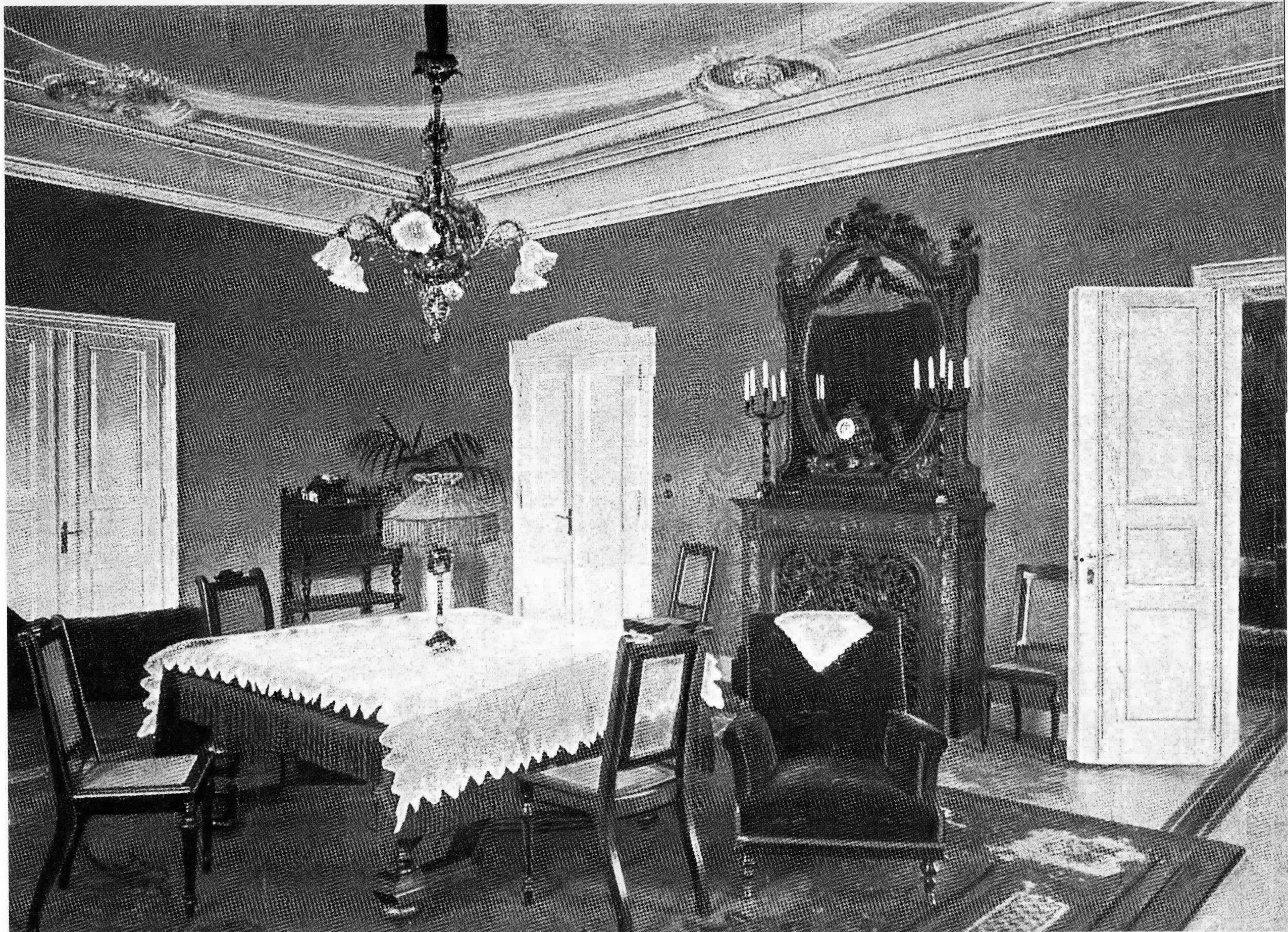
Salon, 1900

### Salle à manger
Lors de la rénovation, l'aménagement intérieur historique de la grande salle à manger est conservé. La salle à manger présente des murs en miroir et des médaillons en stuc dans le style du château de Versailles ; ceux-ci ne sont supprimés que lors de la rénovation en 1928

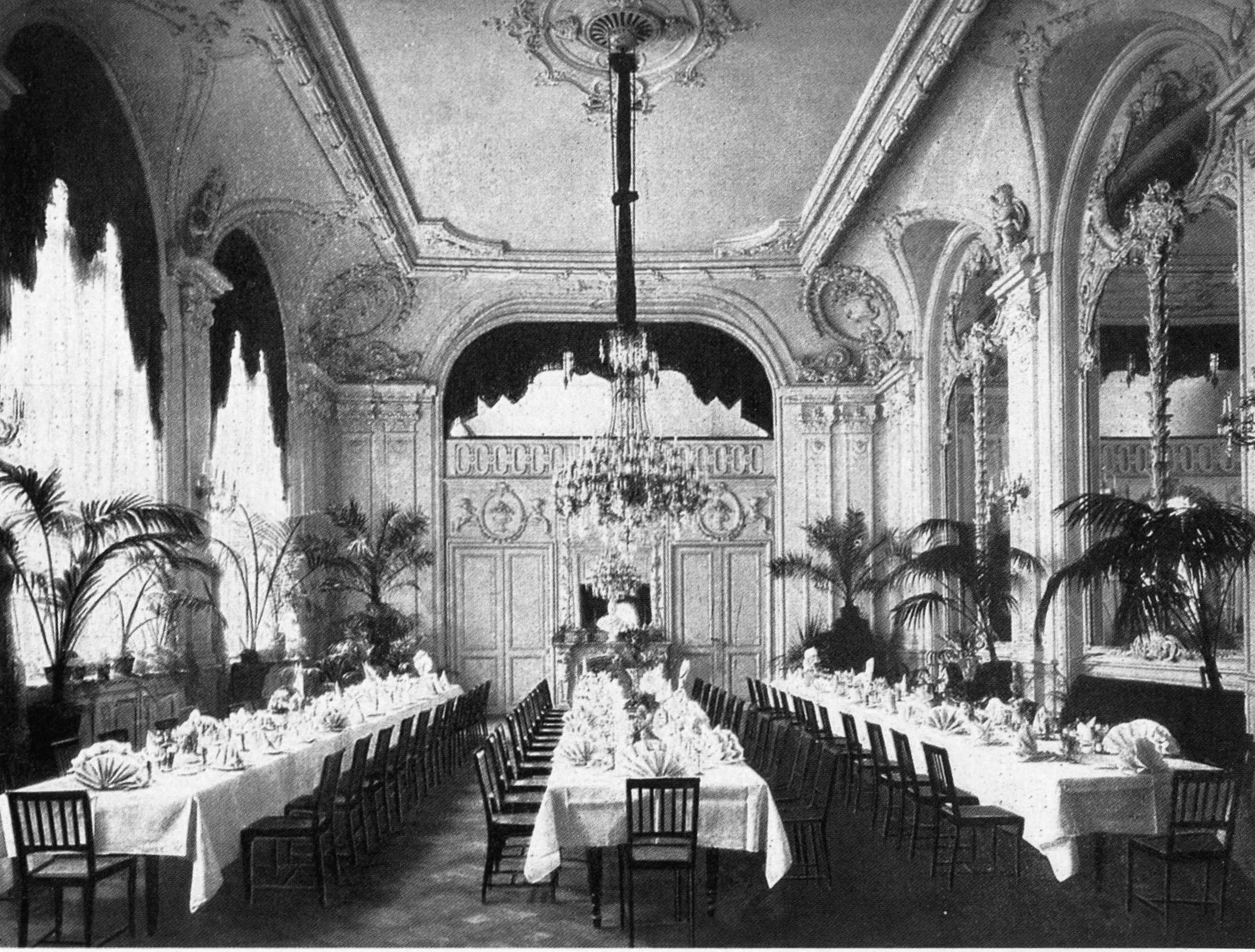
Salle à manger, 1900

### Escalier
L'escalier de l'époque Wilhelmine comporte une lourde rampe en fer forgé.

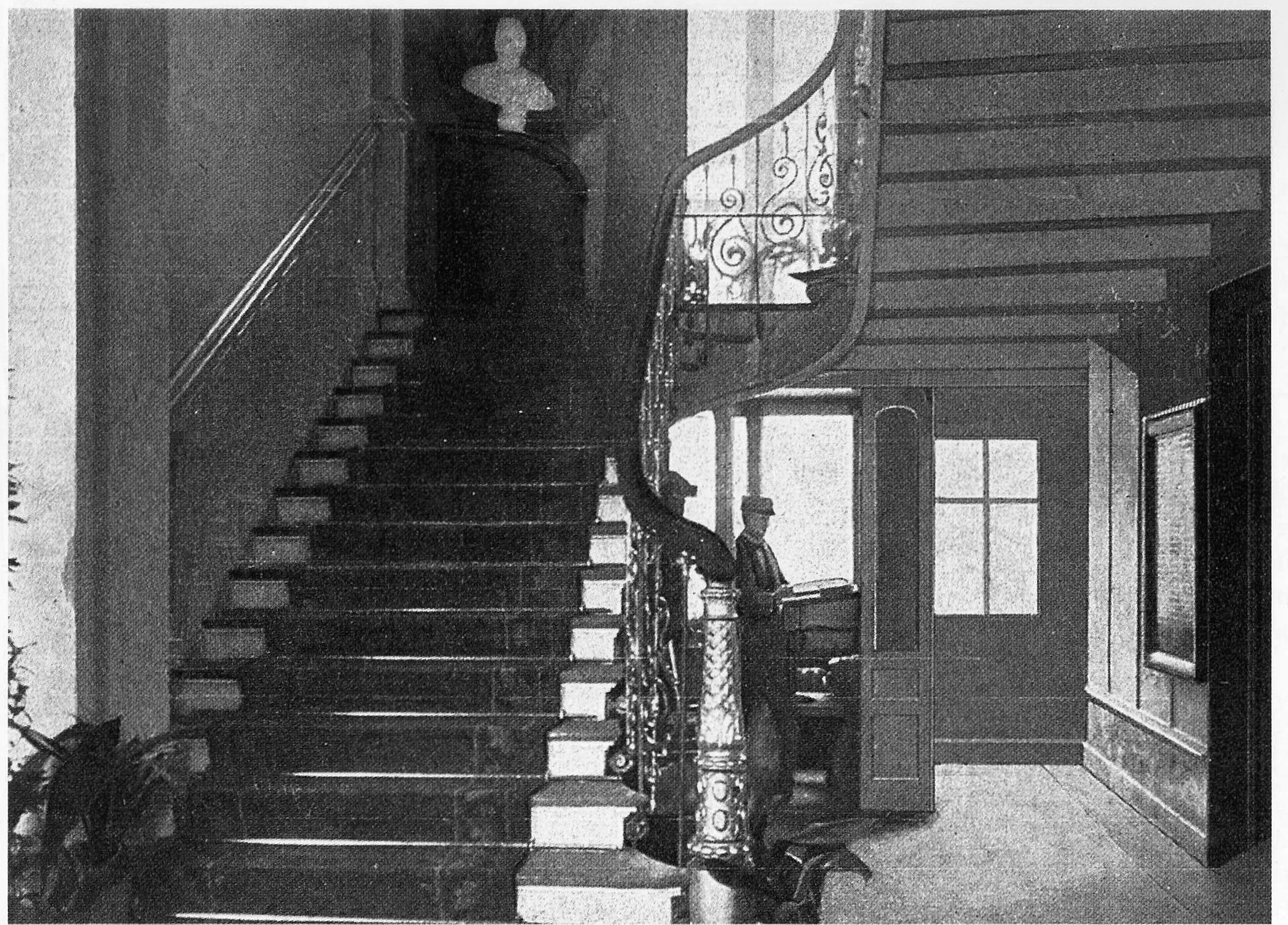
Escalier de l'Alléestrasse, 1900

### Salle de petit-déjeuner et restaurant
La salle de petit-déjeuner et la salle à manger (restaurant) sont conçues dans un style Art Nouveau.

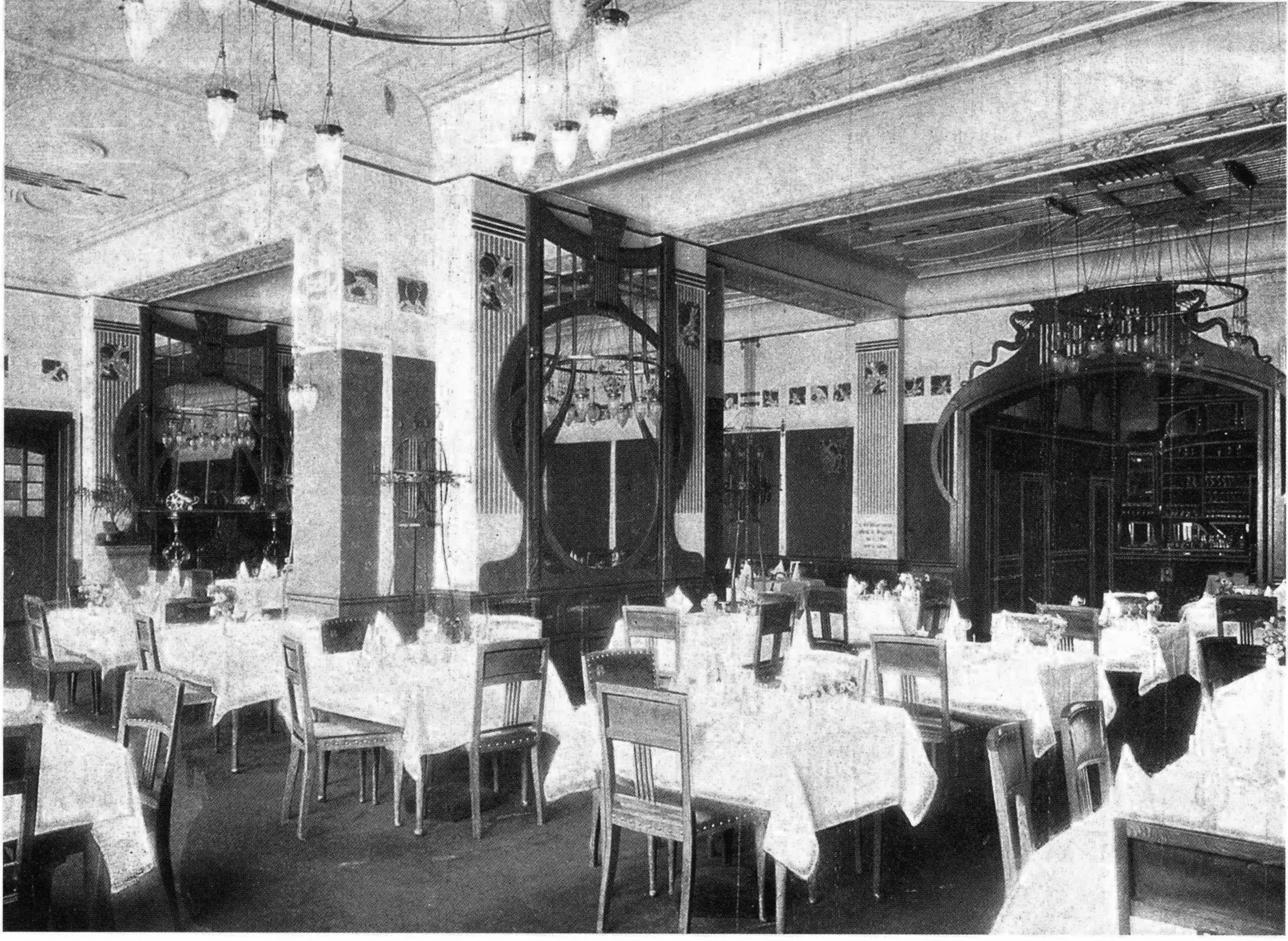
Restaurant, 1900
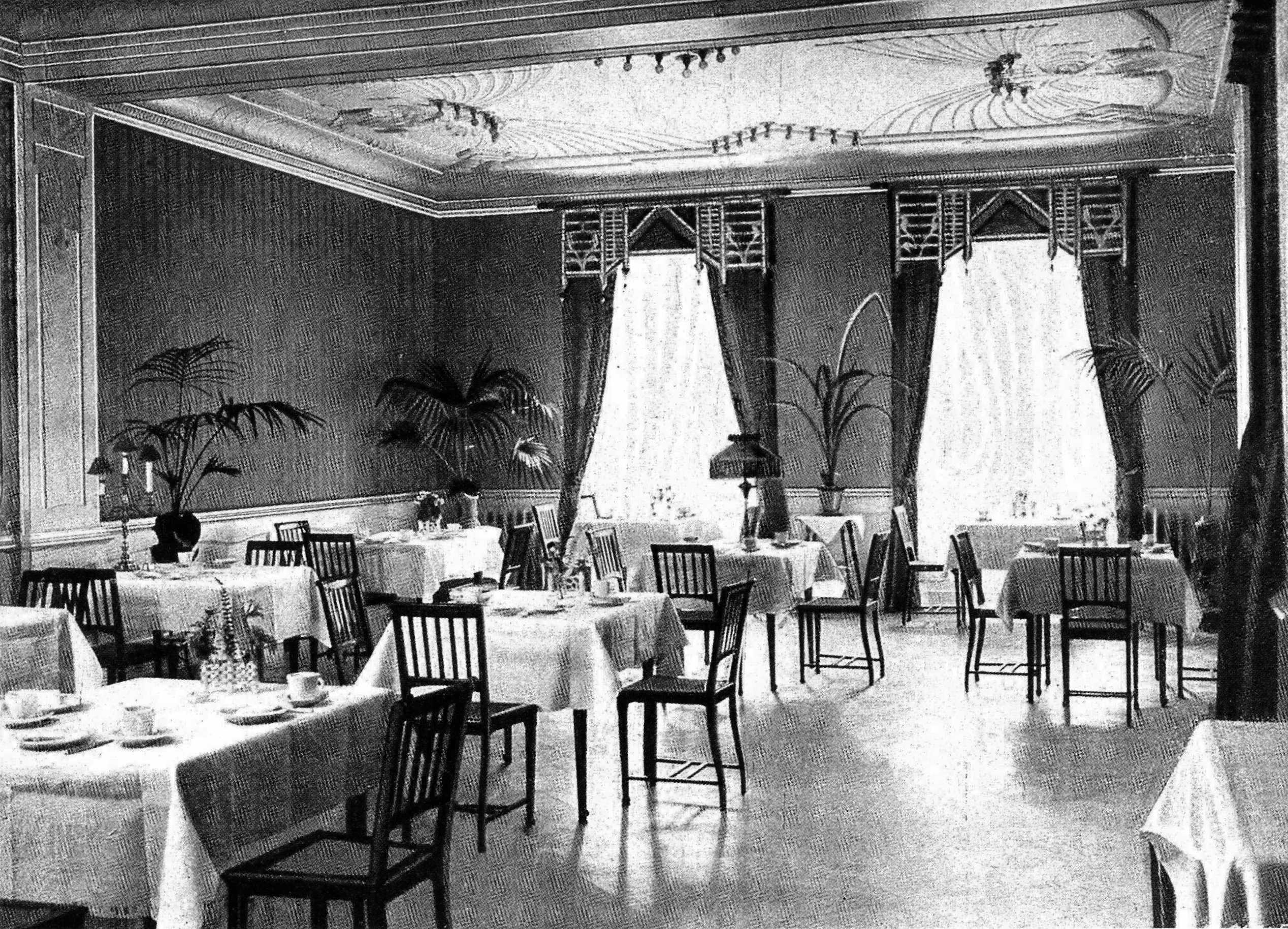
Salle du petit déjeuner, 1900

### Vestibule et caisse enregistreuse
Le « Vestibule » et la « Caisse » du Breidenbacher Hof sont également « adaptés au goût du début du siècle ». Les meubles en osier aux ornements ludiques évoquent la nouvelle ère comme un contrepoint au lourd intérieur wilhelminien qui existe encore.

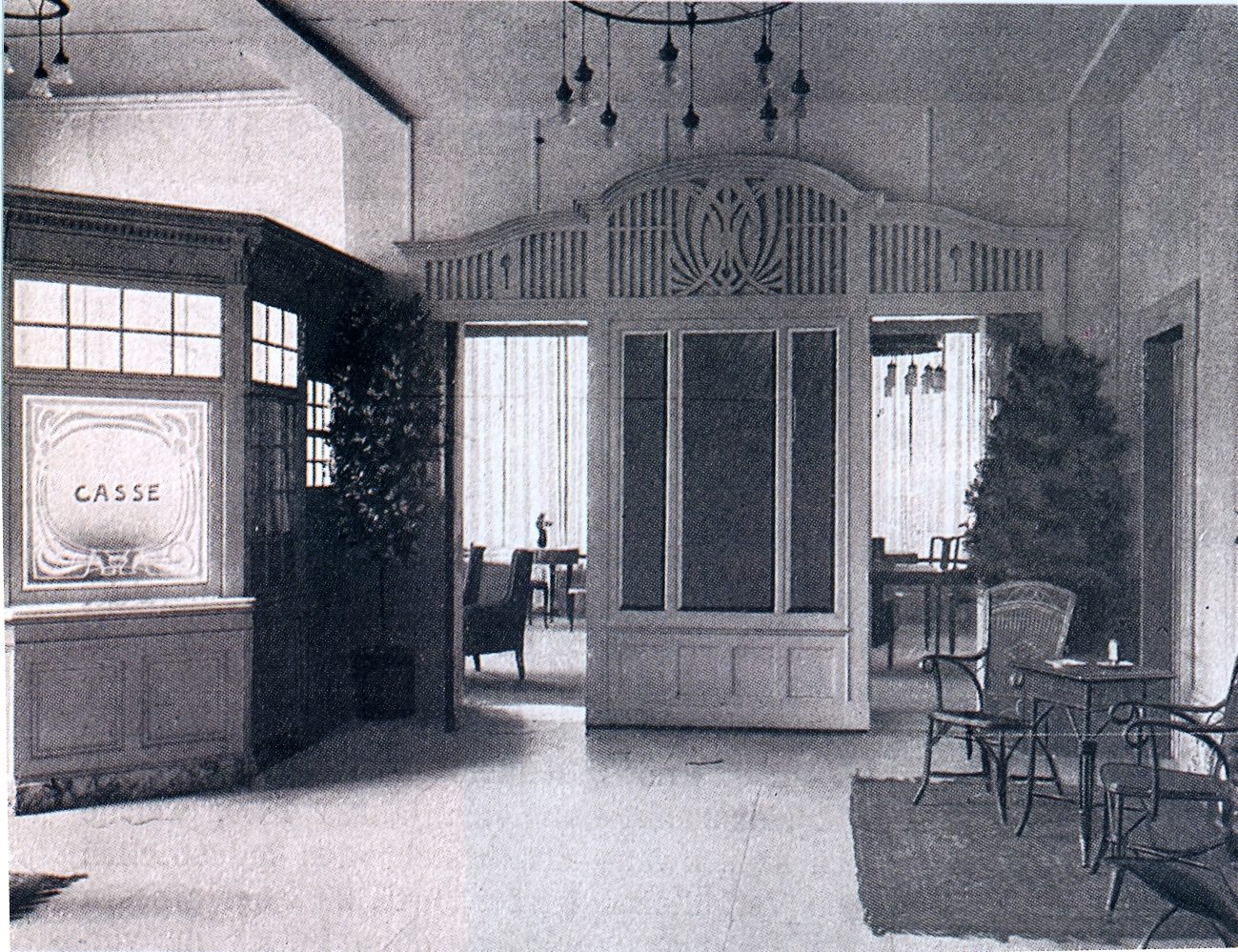
Vestibule et Caisse (Art Nouveau).

### Bar américain
Le « Bar américain » du Breidenbacher Hof est également richement conçu dans le style Art nouveau : « Le Bar américain avec son immense buffet et les passages lambrissés menant à la salle de restauration sont également richement décorés d'ornements linéaires, souvent basés sur des plantes. les motifs de l’Art nouveau, que l’on retrouve désormais dans toutes les collections Art nouveau, font honneur.

### 1906: Acquisition et rénovation de la maison de l'Alleestrasse 36

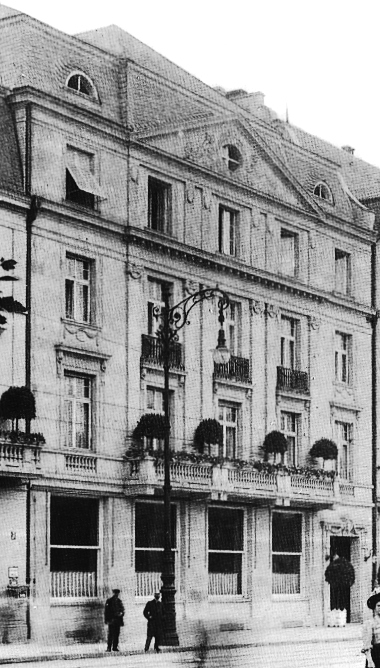
Alleestrasse n° 36, Maison Beuth.

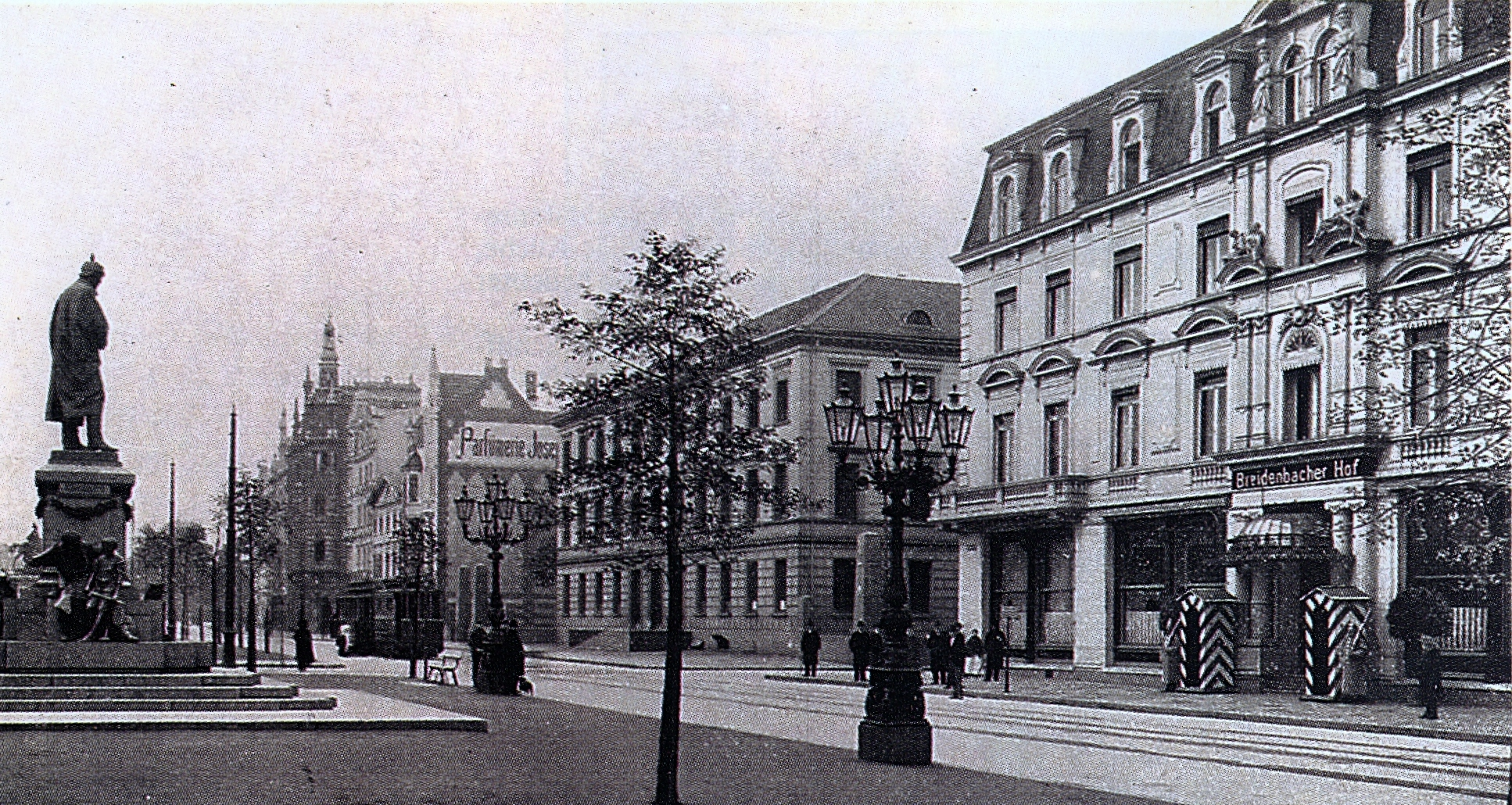
Breidenbacher Hof, Alleestrasse 36

L'immeuble d'habitation de l'Alleestrasse 36 est construit et habité par le conseiller à la Chambre de la Cour Hermann Joseph Friedrich Beuth (de). En 1820, la maison de l'Alleestrasse est vendue à Anna Friedrika Sybille von Carnap (de). La maison appartient alors au prince Guillaume de Solms-Braunfels, marié à la comtesse Maria Anna von Kinsky et qui vit dans la maison pendant des années. À la fin du XIXe siècle, la maison passe aux mains de la famille Weckbecker. En 1906, la maison de l'Alleestrasse 36 est acquise par le Breidenbacher Hof. La « nouvelle extension » ou « annexe » est largement repensée.
Lors de la rénovation selon les plans d'Emil Fahrenkamp, l'entrée principale est déplacée vers l'Alleestrasse 36. Le hall d'entrée y est également aménagé.

### 1911 : Rénovation prévue (William Müller)
La salle à manger devait être redessinée en 1911 par l'architecte William Müller (de) - co-éditeur de la revue Der Baumeister (de). Parmi les dessins créés par Müller, un seul dessin survit. Les plans présentés en 1911 ne sont plus mis en œuvre en raison du déclenchement de la Première Guerre mondiale. Le projet de Müller pour la Galerie des Glaces montre « une préférence pour les formes de conception classiques [...] Un agencement de pièce généreux et clair, des surfaces de miroir claires dans lesquelles la lumière des lustres doit se refléter des milliers de fois [...] Vous pouvez grossièrement comprenez ce que l'architecte avait en tête : une touche de Versailles « Düsseldorf était censé être l'hôtel le plus représentatif, même si sa conception était plutôt de style bourgeois supérieur que de style aristocratique ».

### 1928: Reconstruction (Emil Fahrenkamp)

#### Façade
Emil Fahrenkamp reconstruit l'hôtel dans le style de la Nouvelle Objectivité : « Lorsque le professeur Fahrenkamp reçoit dans les années 1930 la commande de redessiner le Breidenbacher Hof, les lignes droites et la rigueur formelle correspondent au sens stylistique de l'époque. ». La nouvelle architecture extérieure rompt « rigoureusement » avec l’aspect extérieur précédent. La façade se distingue par son « étrangeté », telle que « divisions à grande échelle », « division géométrique de la zone » et « fenêtres étroites » semblables à une cathédrale gothique. Le tiers inférieur du bâtiment présentait un « anneau structuré horizontalement en forme de frise ». L'entrée du mur Hindenburg est « volontairement couverte d'un toit visible » et présente une « bande de lumière d'aspect très sobre » avec « des lettres grotesques extrêmement massives ».

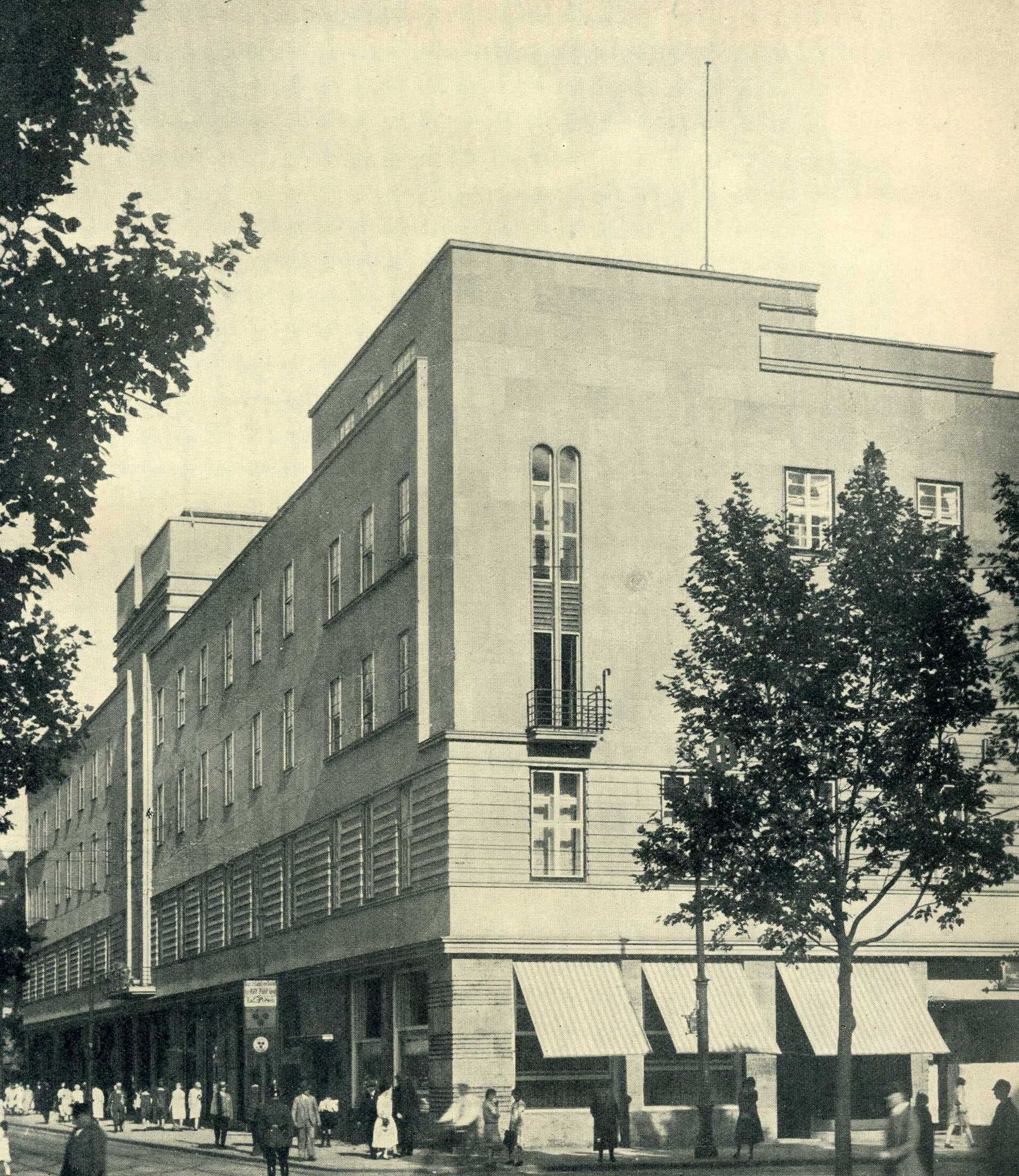
Vue de la rue Walther-Rathenau (aujourd'hui Theodor-Kröner-Strasse)
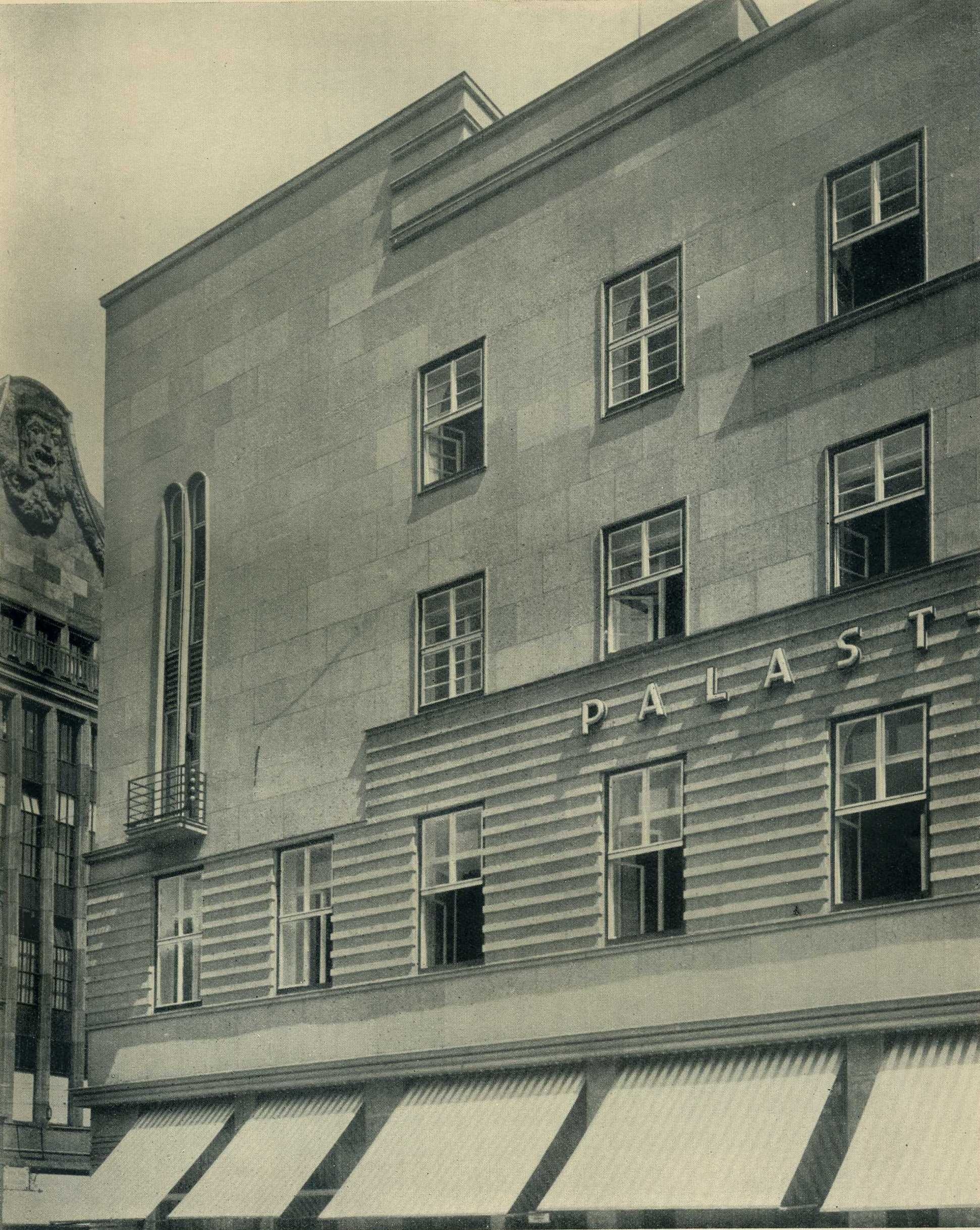
Vue partielle du bâtiment sur Hindenburgwall (aujourd'hui Heinrich-Heine-Allee)
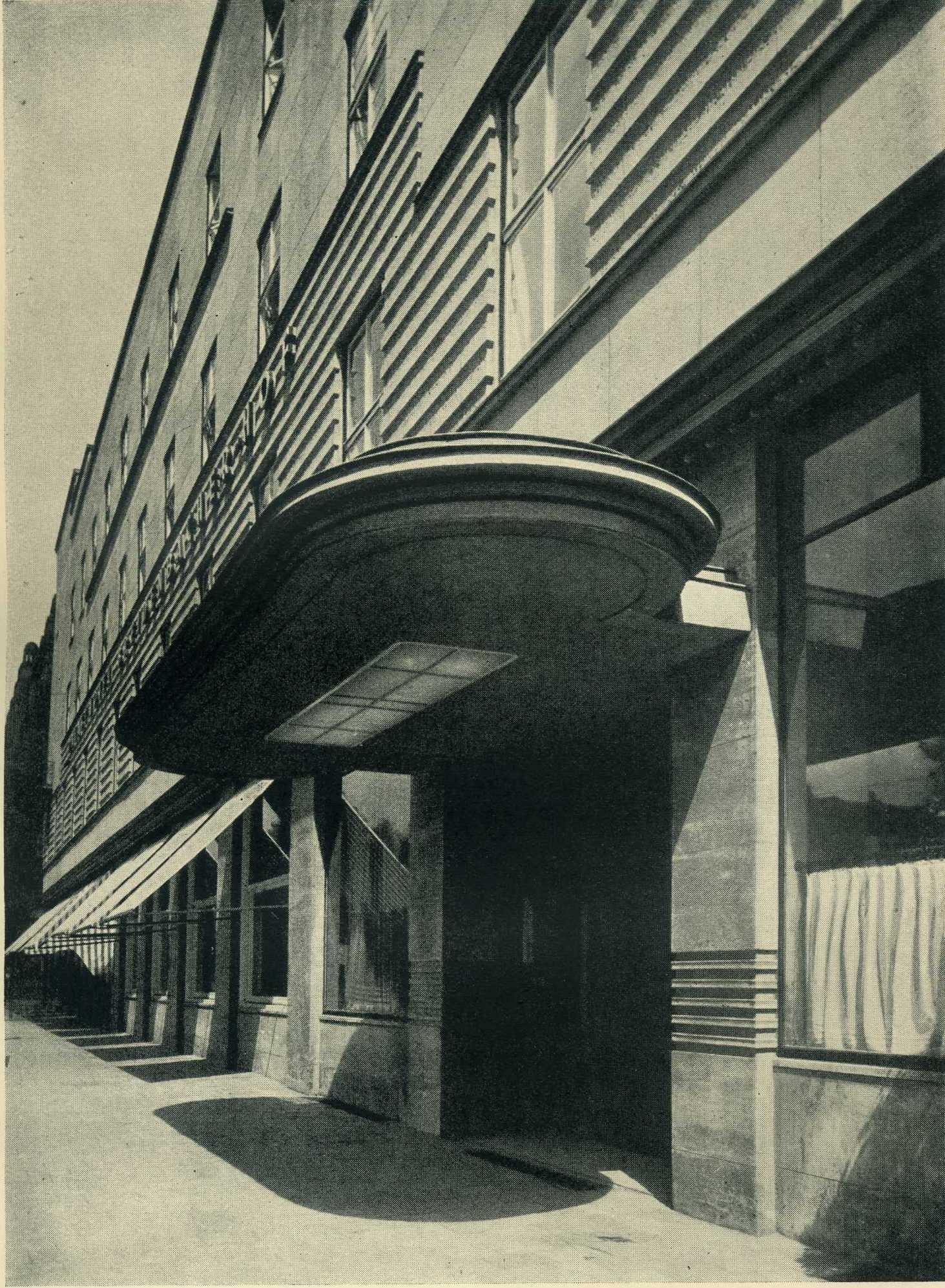
Entrée au Hindenburg
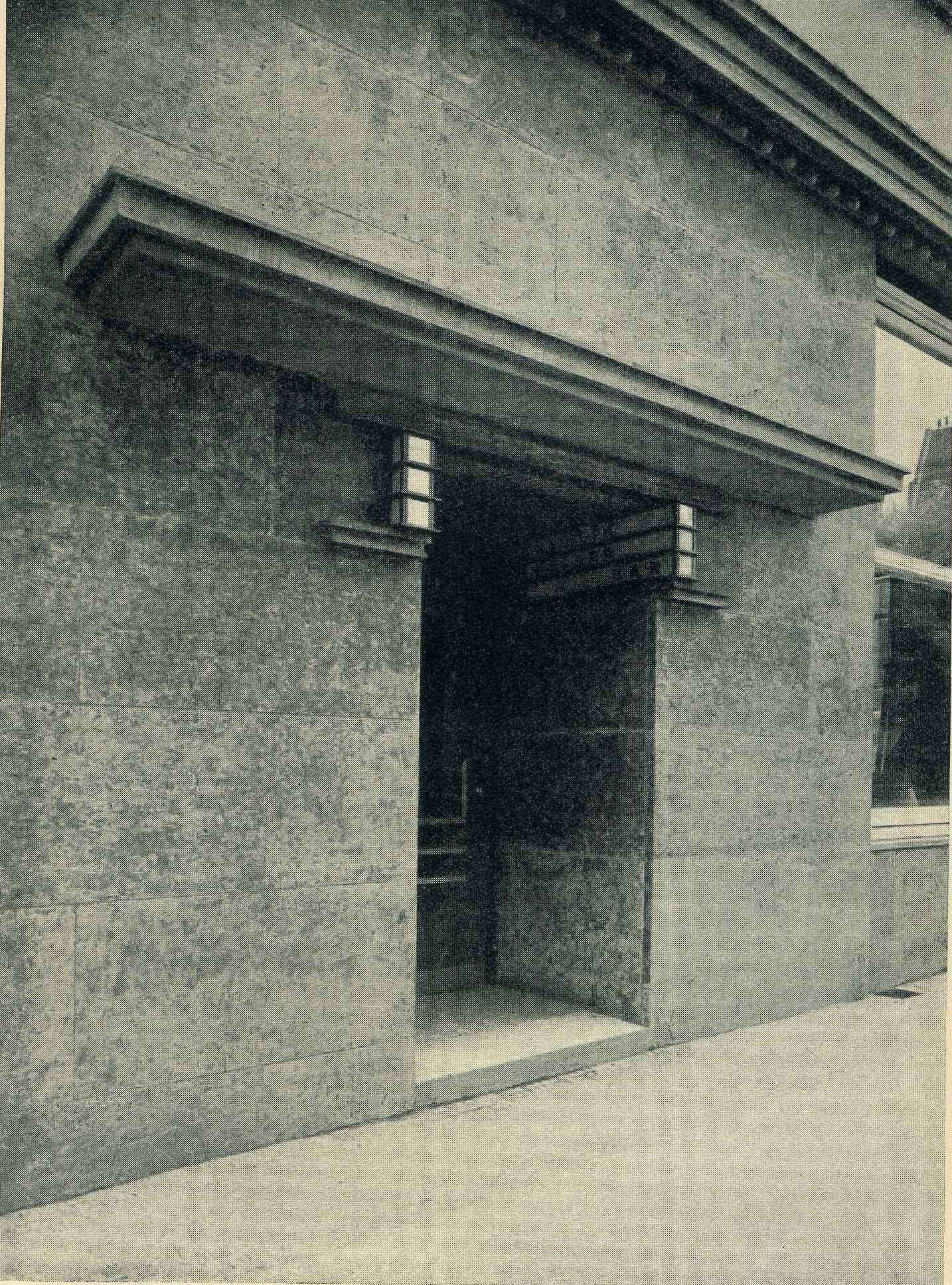
Entrée au bar
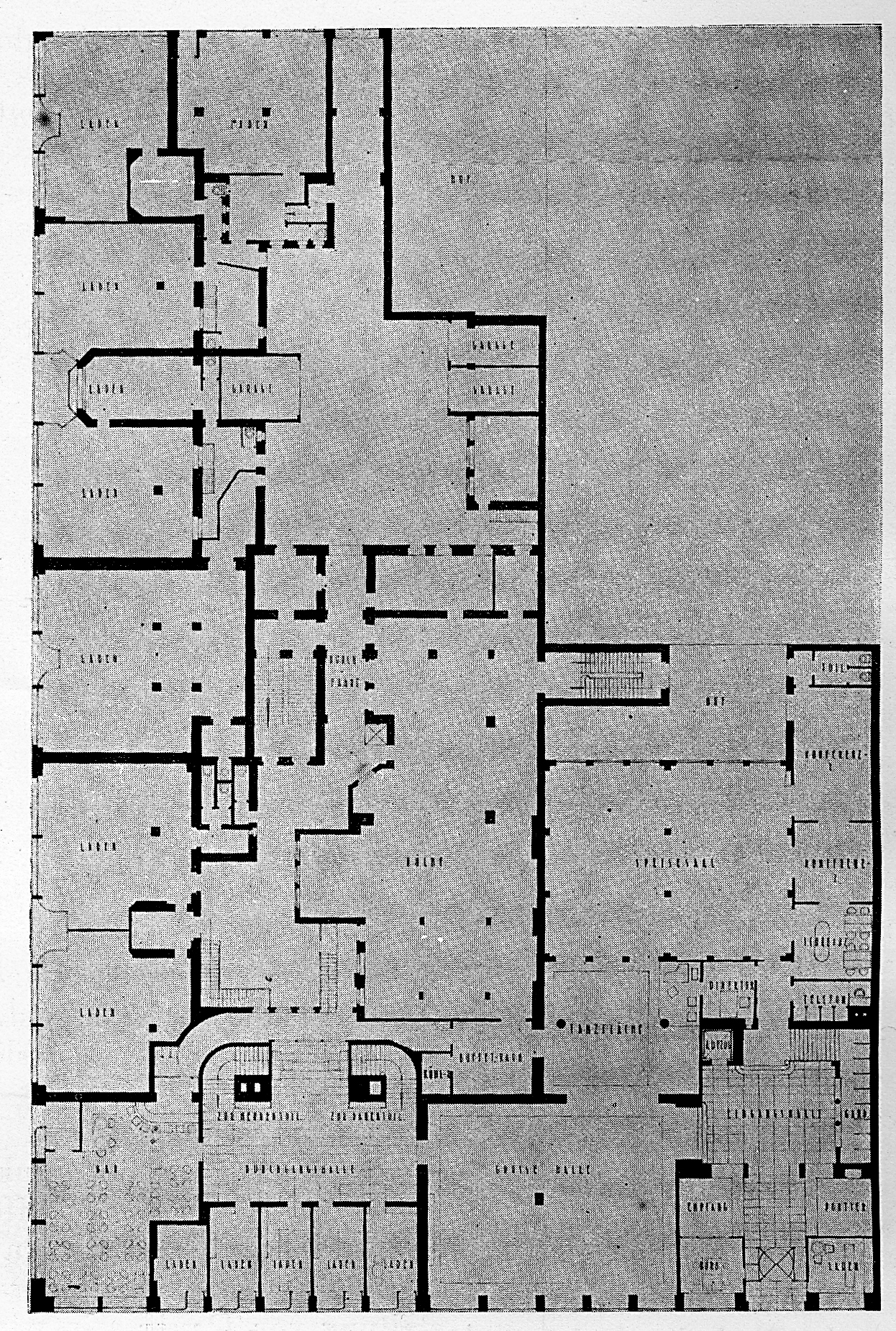
Mise en page

#### Hall d'entrée avec escalier
Avec le nouveau aménageintérieur, « cette impression [déconcertante] s’est renforcée ». La salle de réception est au rez-de-chaussée. Il y a la salle de direction, le vestiaire ainsi que le petit escalier menant au grand salon et le grand escalier menant aux étages supérieurs. L'escalier qui mène aux étages supérieurs était remarquable. Celui-ci ne montre aucune image ni tapis et est « froidement distant » en raison du manque d'« accessoires décoratifs ». L'escalier est découpé avec du « marbre remarquablement dessiné » et contraste ainsi « tout à fait consciemment » avec l'escalier « monotone » . L'apparence ressemble à un « complexe de temples antiques ». Une colonne élancée, dont le chapiteau ressemble à un papyrus et est située à côté de l'escalier, souligne l'impression d'un temple de l'Antiquité .

Rez-de-chaussée avec escalier menant à l'étage supérieur
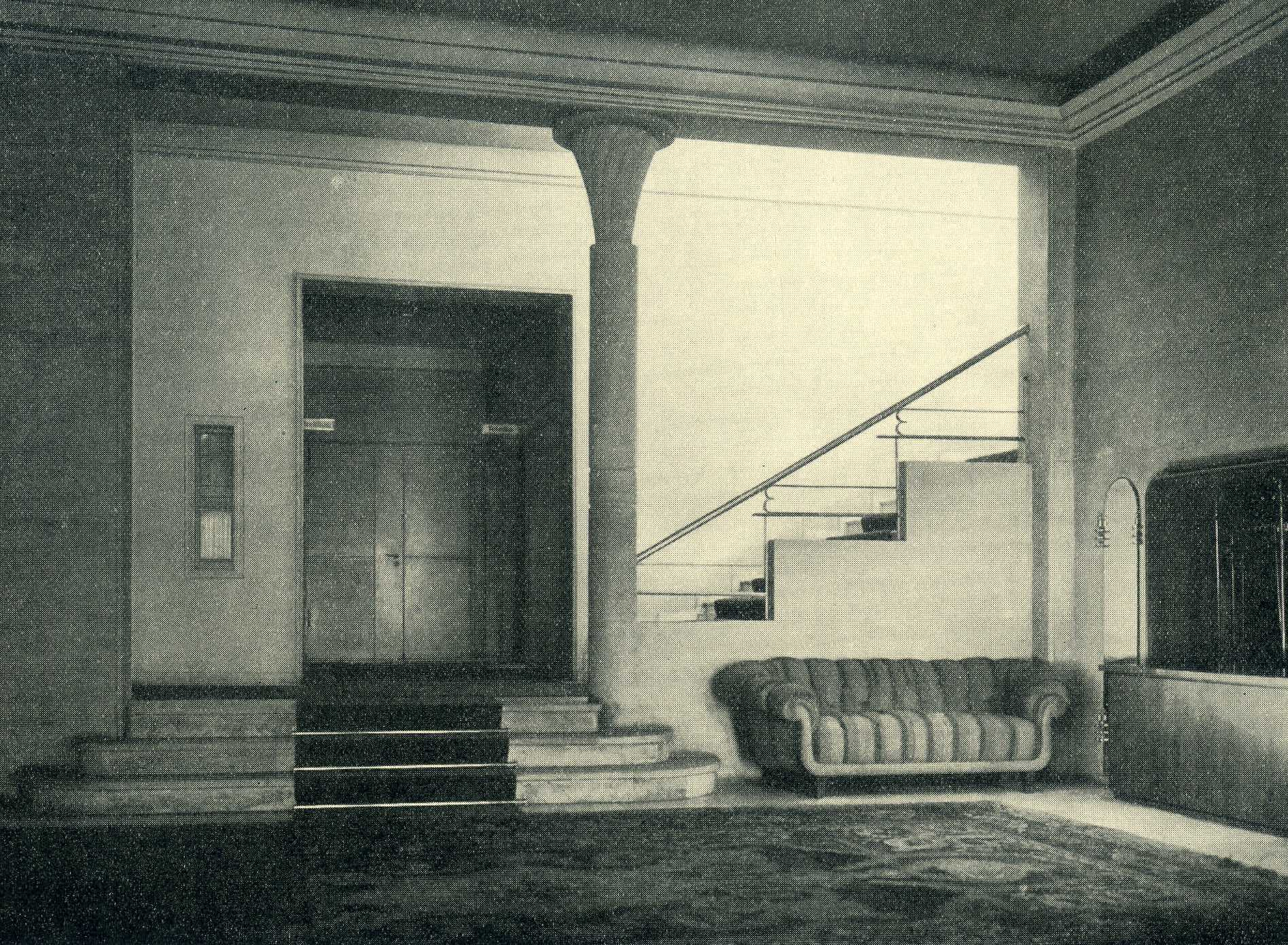
Escalier menant aux étages supérieurs avec salle de direction et système téléphonique (au milieu) et vestiaire (à droite).
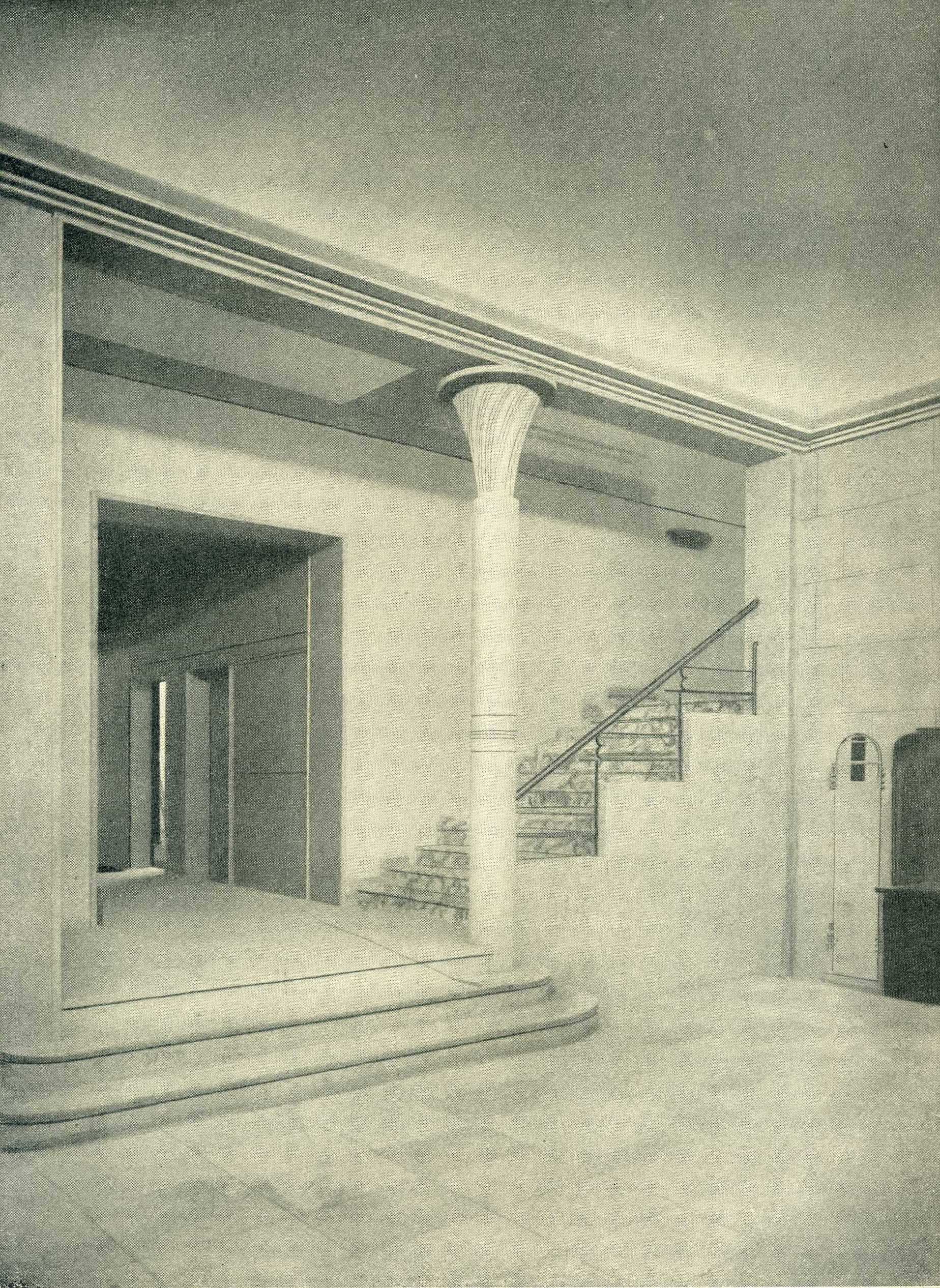
Escalier menant aux étages supérieurs.
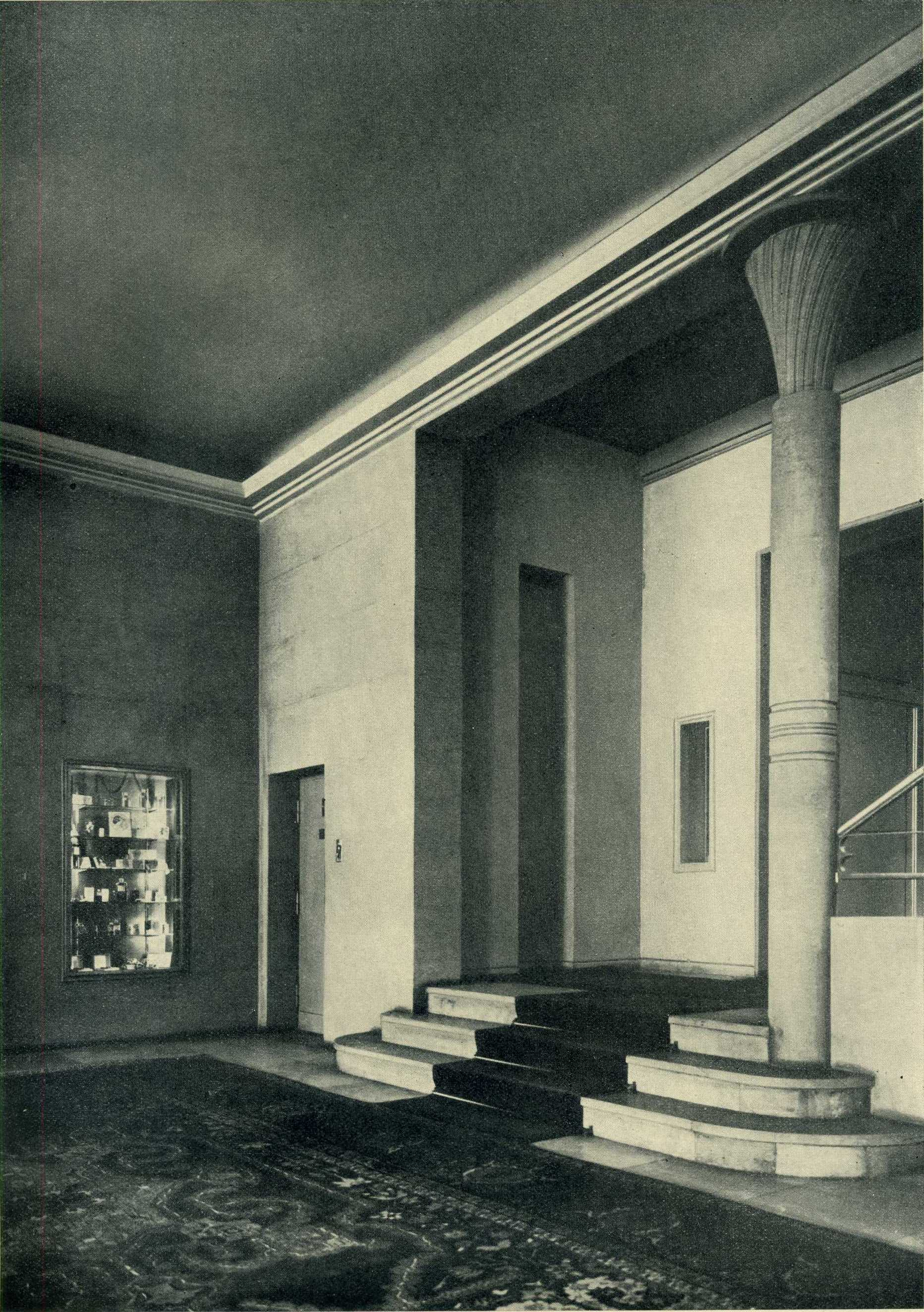
Escalier menant à l'étage supérieur avec ascenseur (à gauche).

Rez-de-chaussée avec hall d'entrée
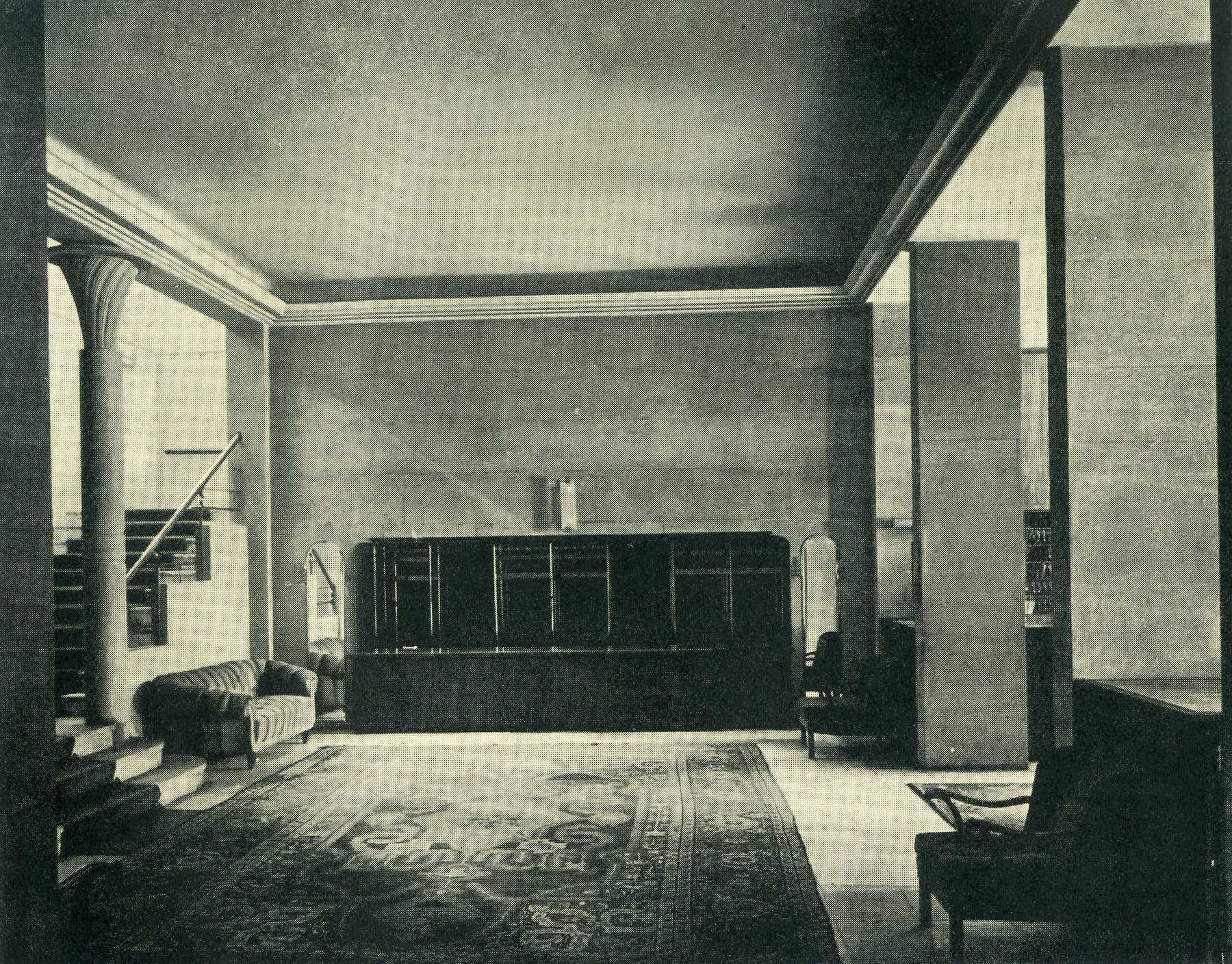
Hall de réception avec escalier vers les étages (à gauche) et vestiaire (au milieu)
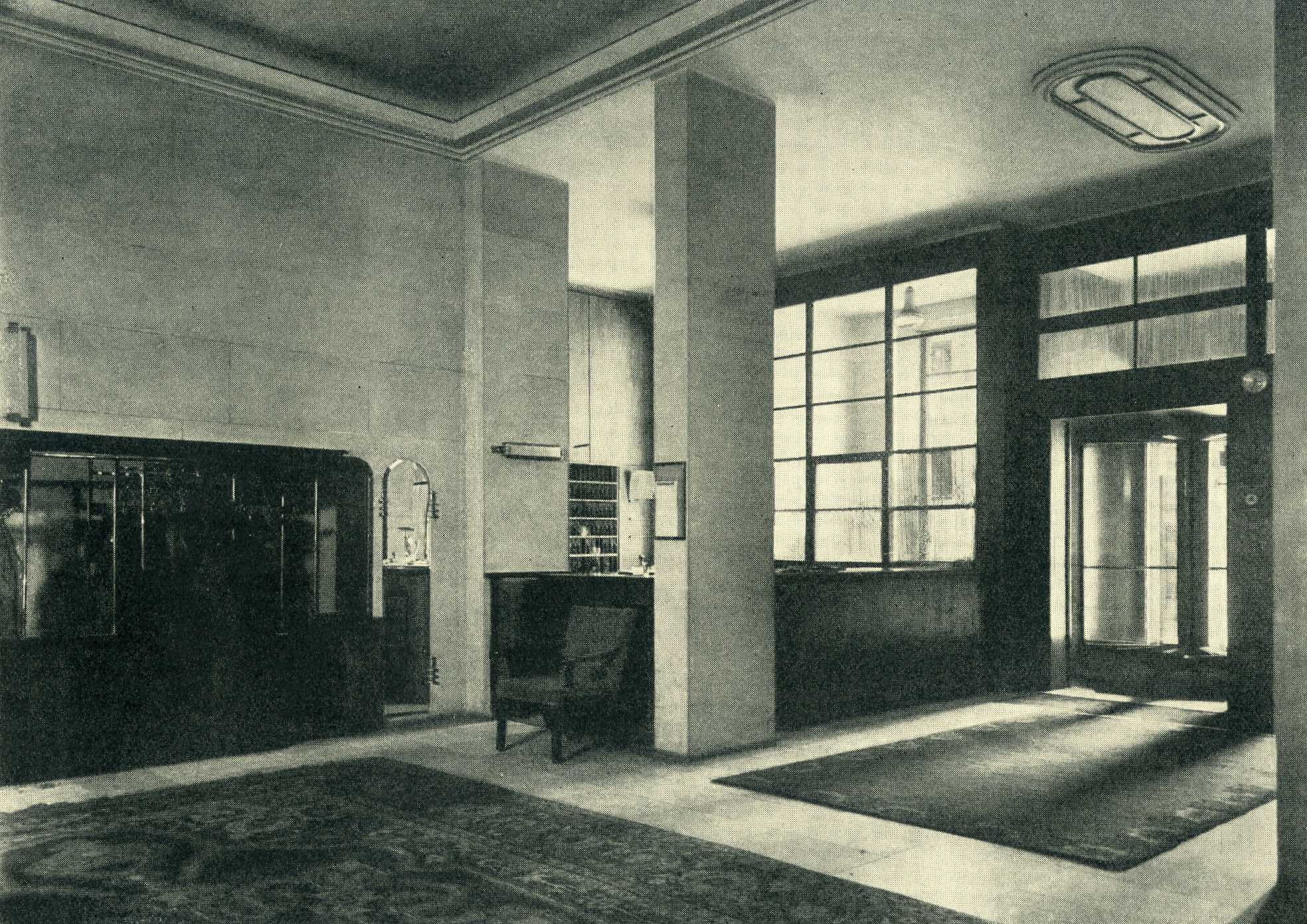
Hall d'entrée avec vestiaire (à gauche) et conciergerie (à droite).
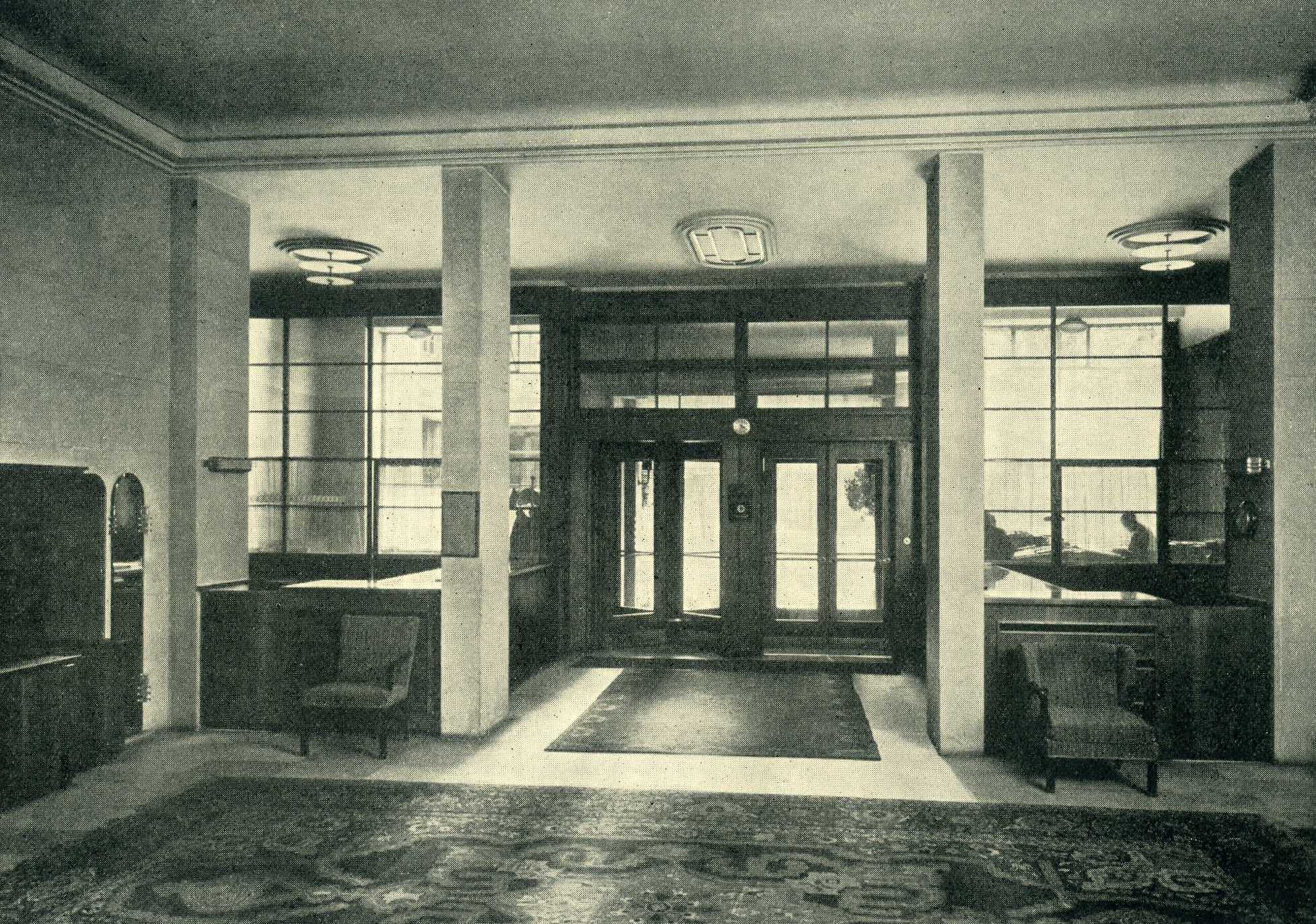
Hall d'entrée avec chambre de portier (droite et gauche) et entrée (au milieu).
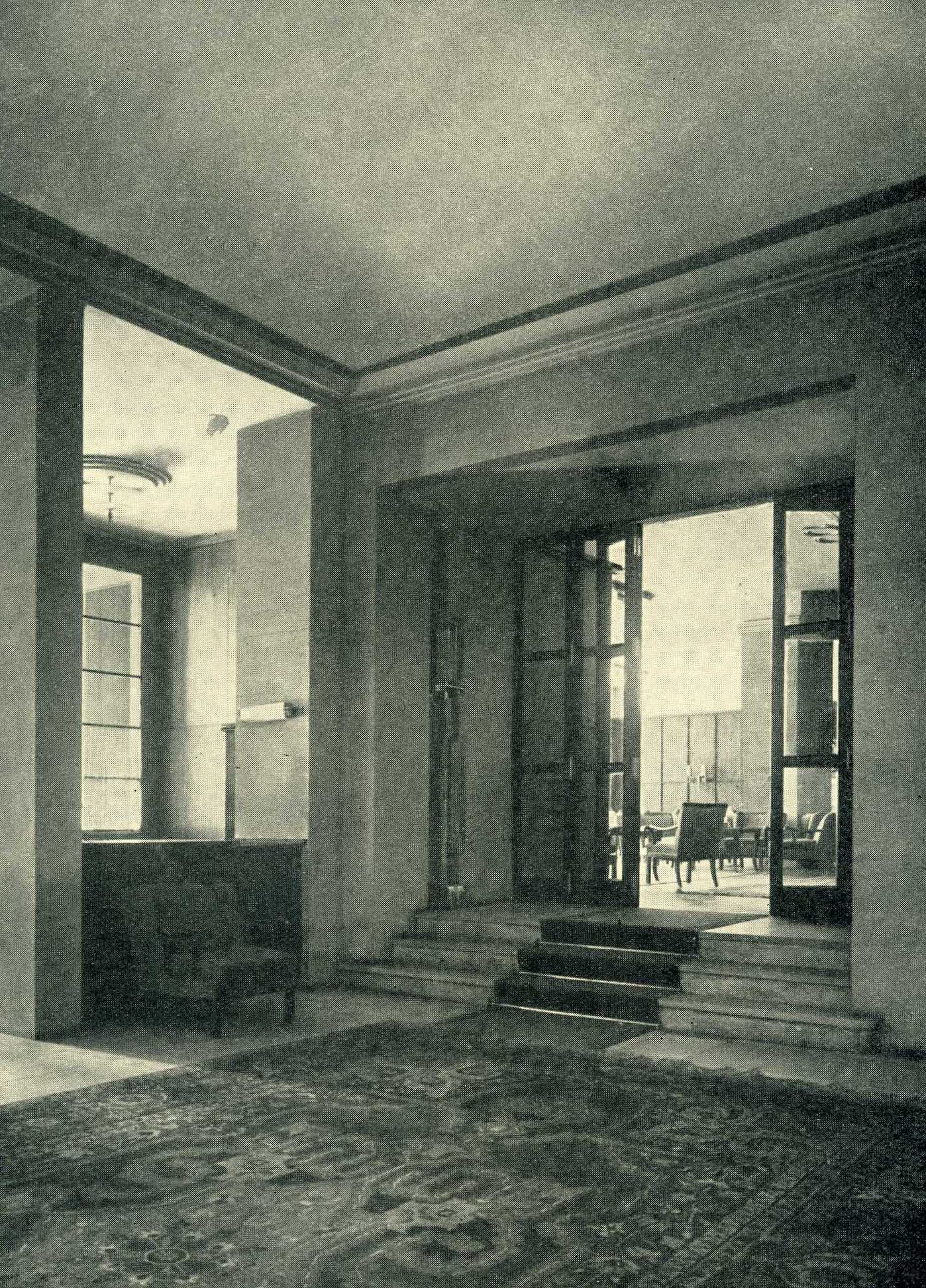
Hall d'entrée avec petit escalator de grand séjour.
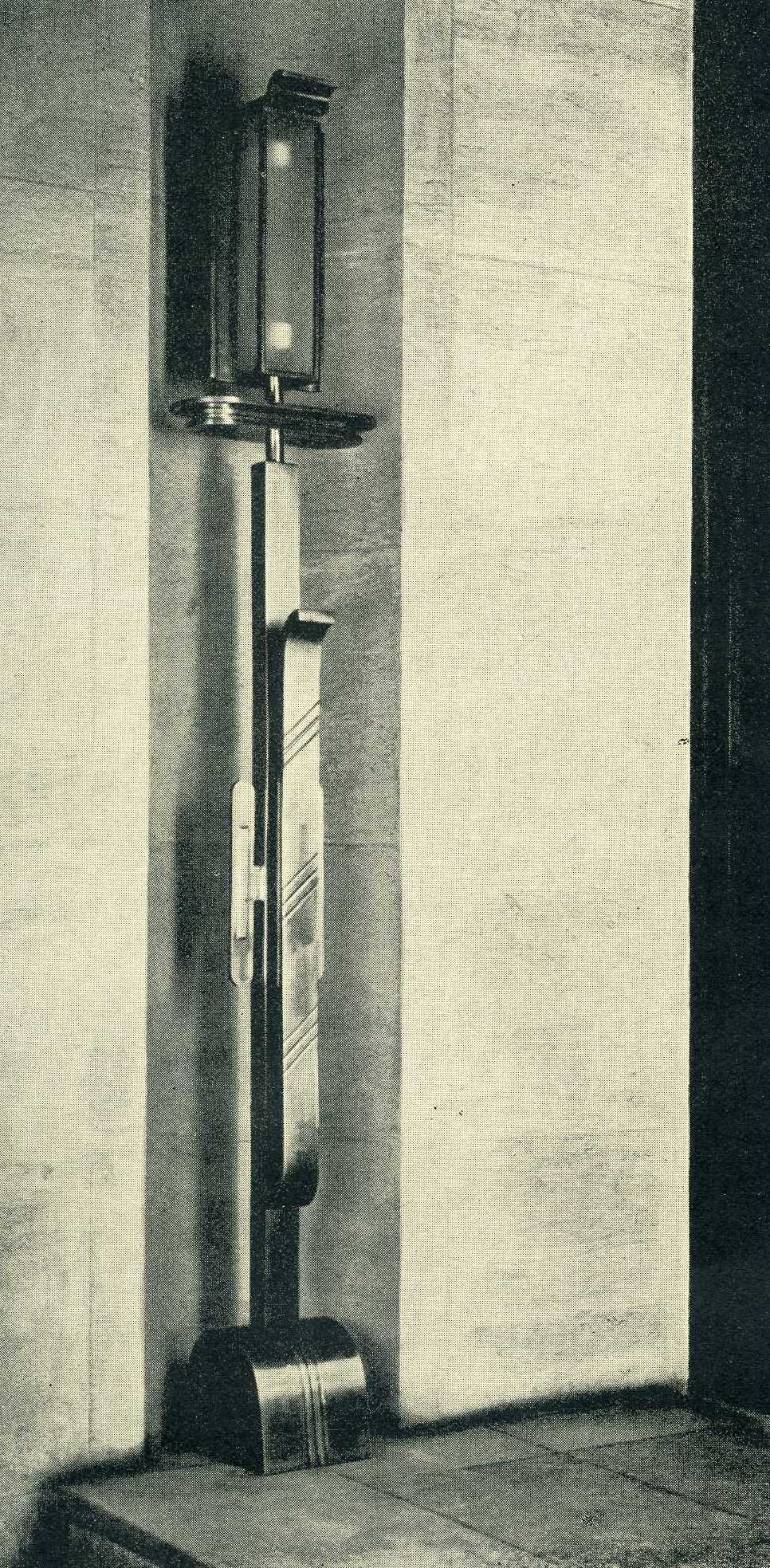
Hall d'entrée avec luminaires sur le petit escalier menant au grand hall de séjour.

#### Grand salon
Le salon avec une grande cheminée est légèrement surélevé au rez-de-chaussée et est accessible depuis le hall de réception par un petit escalier. La salle présente de grandes surfaces murales lambrissées – « un matériau sombre aux motifs caractéristiques » – et éclairée par des vitrines éclairées. Ainsi, toute décoration est retirée de la pièce - le "concept d'élimination radicale du 'gaspillage des décorations précédentes' (Huneke) est systématiquement maintenu". Afin de donner un caractère convivial au salon, des contrastes de couleurs sont utilisés : « Ici, cependant, un effort est fait pour interrompre la sévérité formelle de la structure par des contrastes de couleurs […]. De cette façon, le salon acquit au moins en partie un caractère « convivial ».

salon
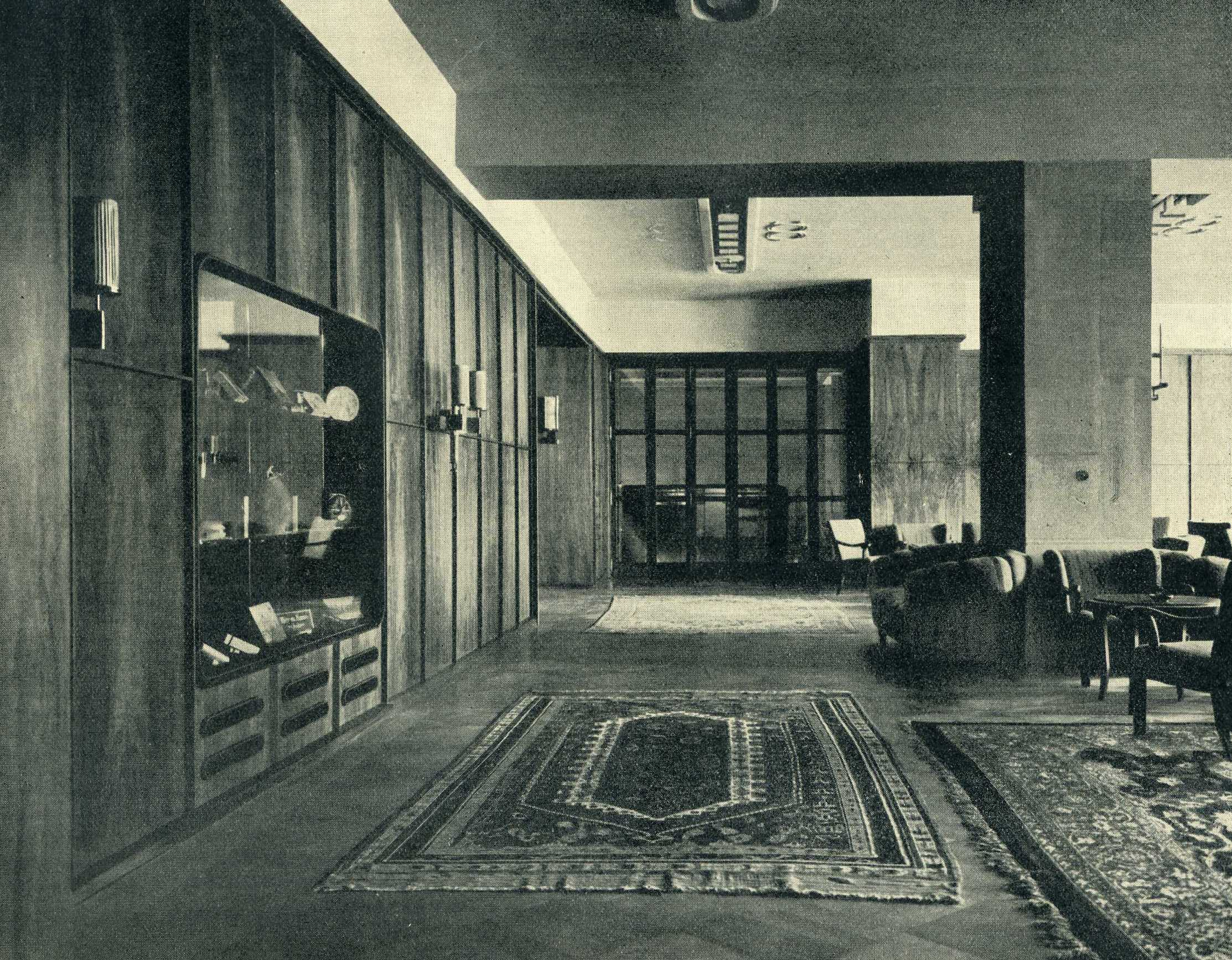
Grand hall est situé dans le hall d'entrée
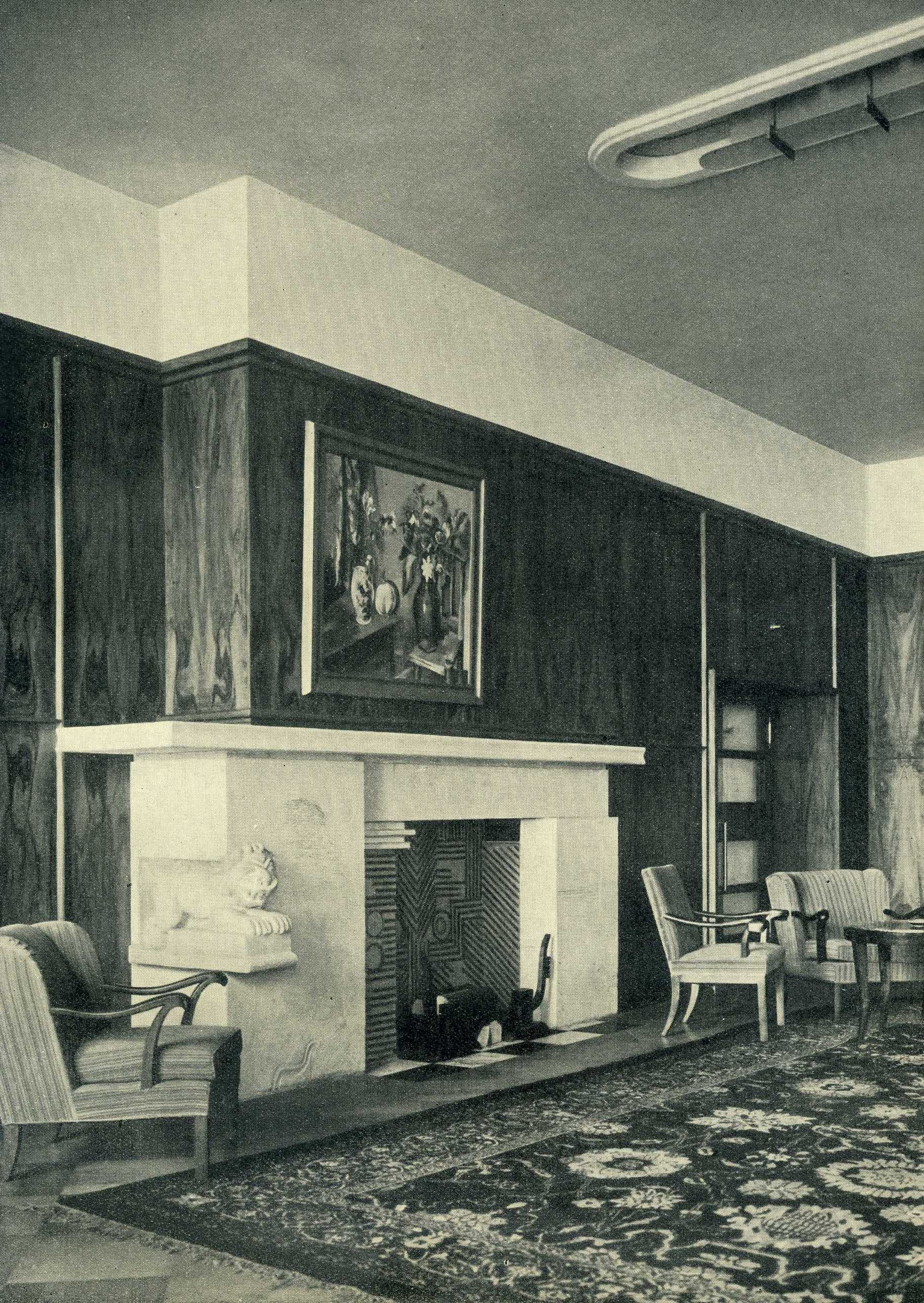
Grand hall avec cheminée
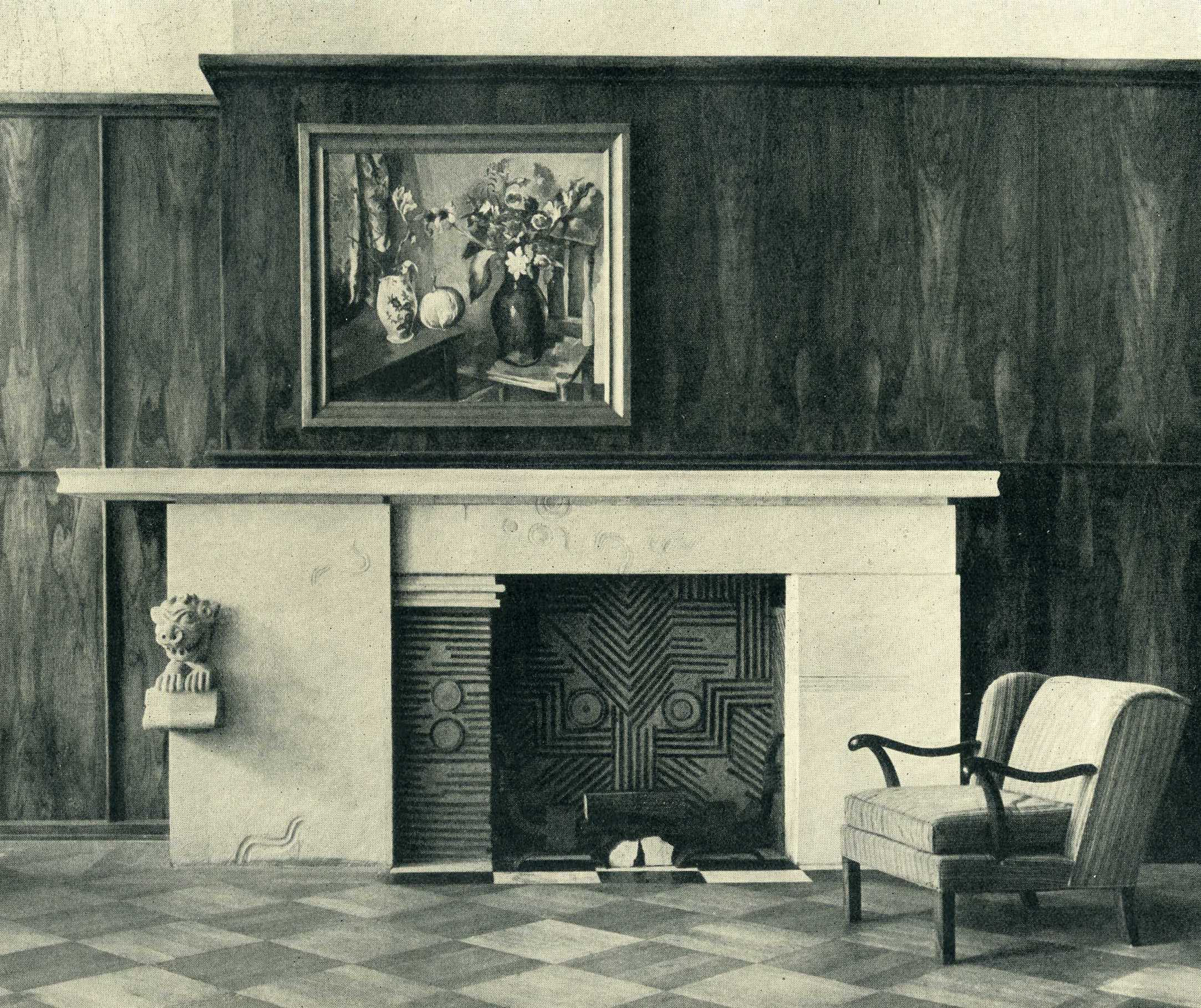
Grand hall avec cheminée
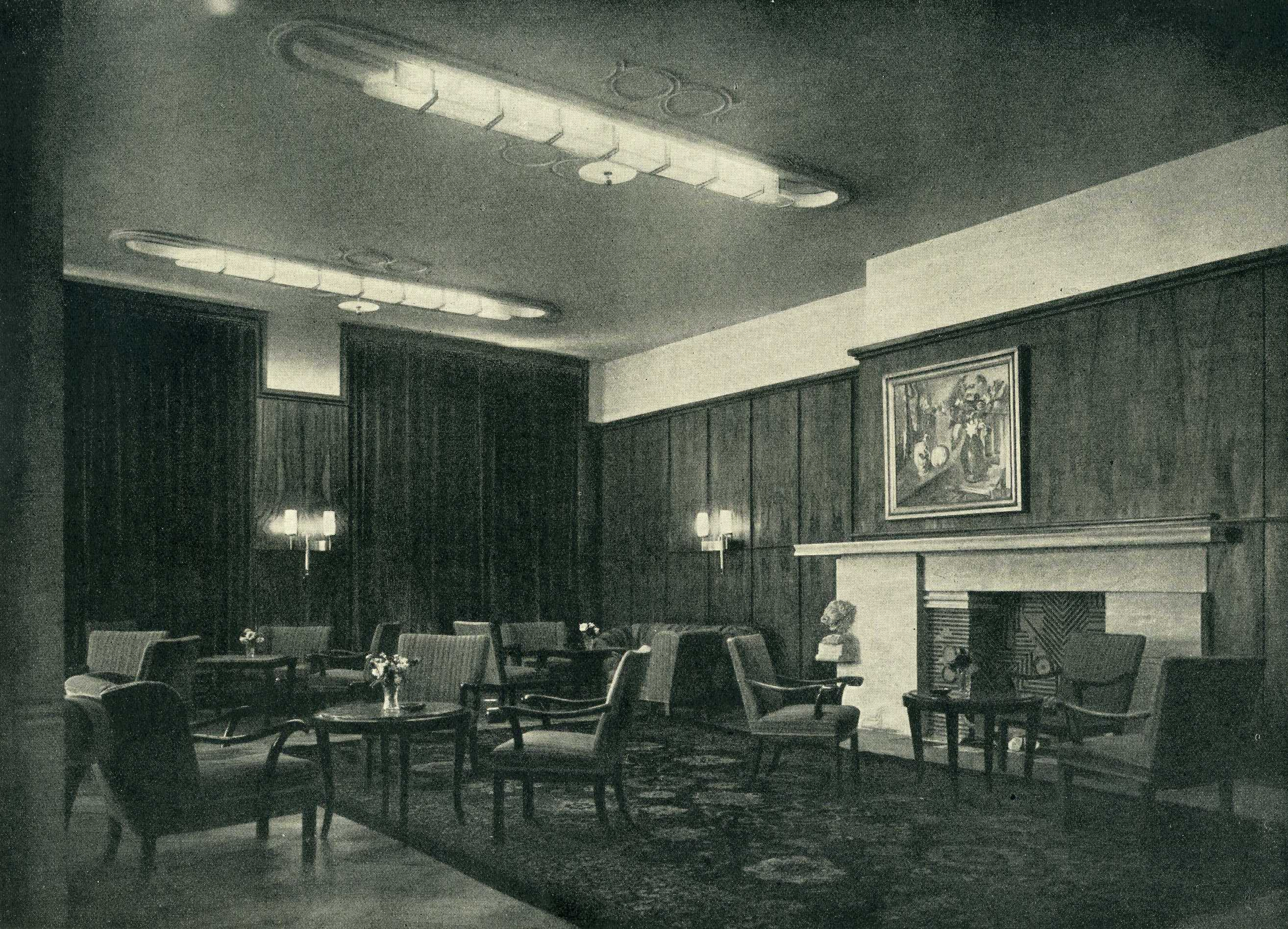
Grand hall avec lumière artificielle
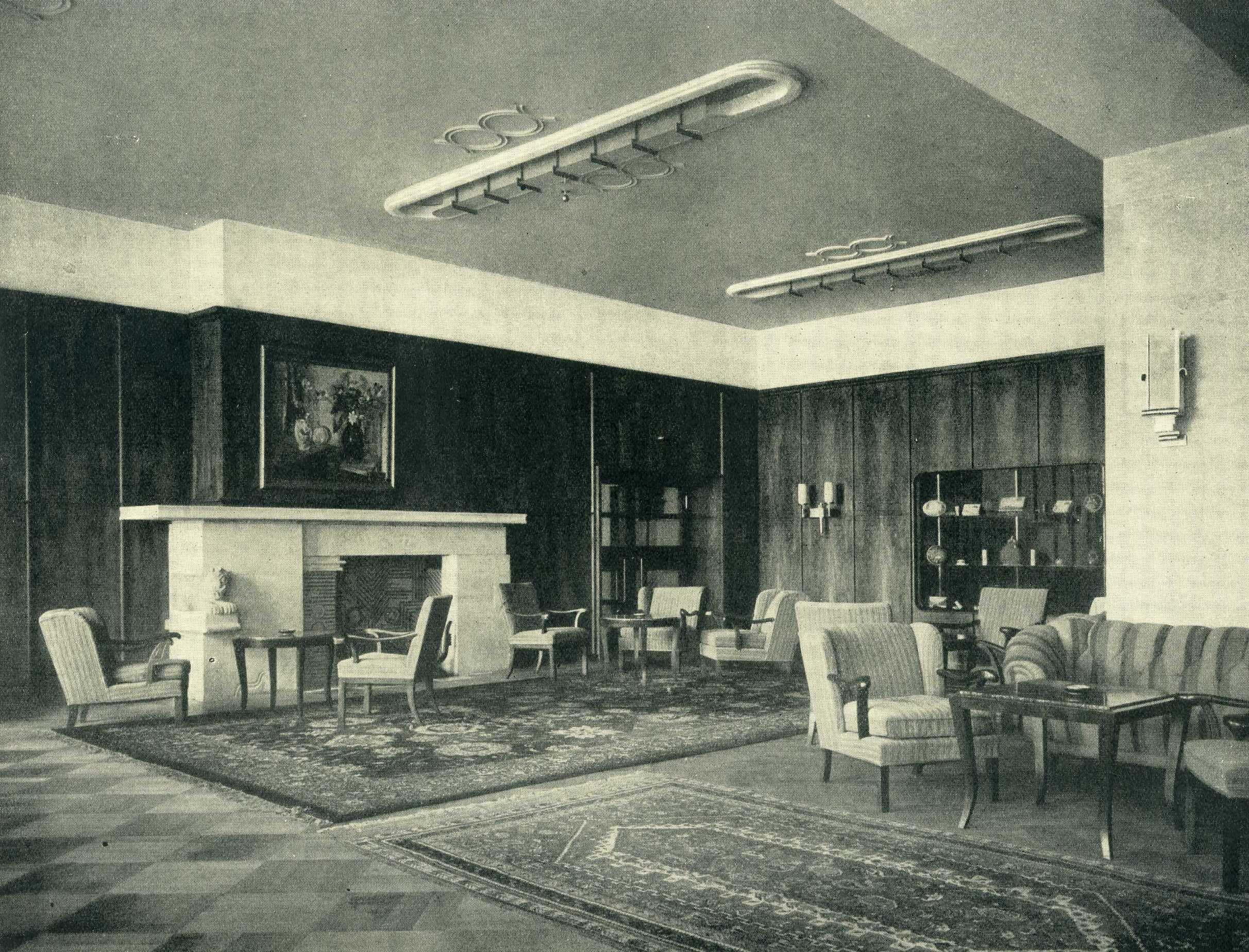
Grand hall à la lumière du jour

#### Salle de danse, de restauration et de banquet
La salle de danse présente de grandes surfaces murales lambrissées - "un matériau sombre aux motifs caractéristiques" - et est indirectement éclairée par des vitrines éclairées. La salle de danse, éclairée indirectement, n'a pas de fenêtres et dégageait donc « une touche d'atmosphère intimiste ». Les luminaires droits au mur ne sont que des accessoires décoratifs. Le plafond de la salle de danse est soutenu par des colonnes rectangulaires placées dans la pièce comme « éléments de conception dominants ». Ils répandent l’apparence d’une « certaine unité ». La salle de danse est reliée à la salle à manger. Les deux pièces peuvent être séparées l'une de l'autre à l'aide d'un rideau. La salle de bal est particulièrement soignée.

Salle de danse, de restauration et de banquet
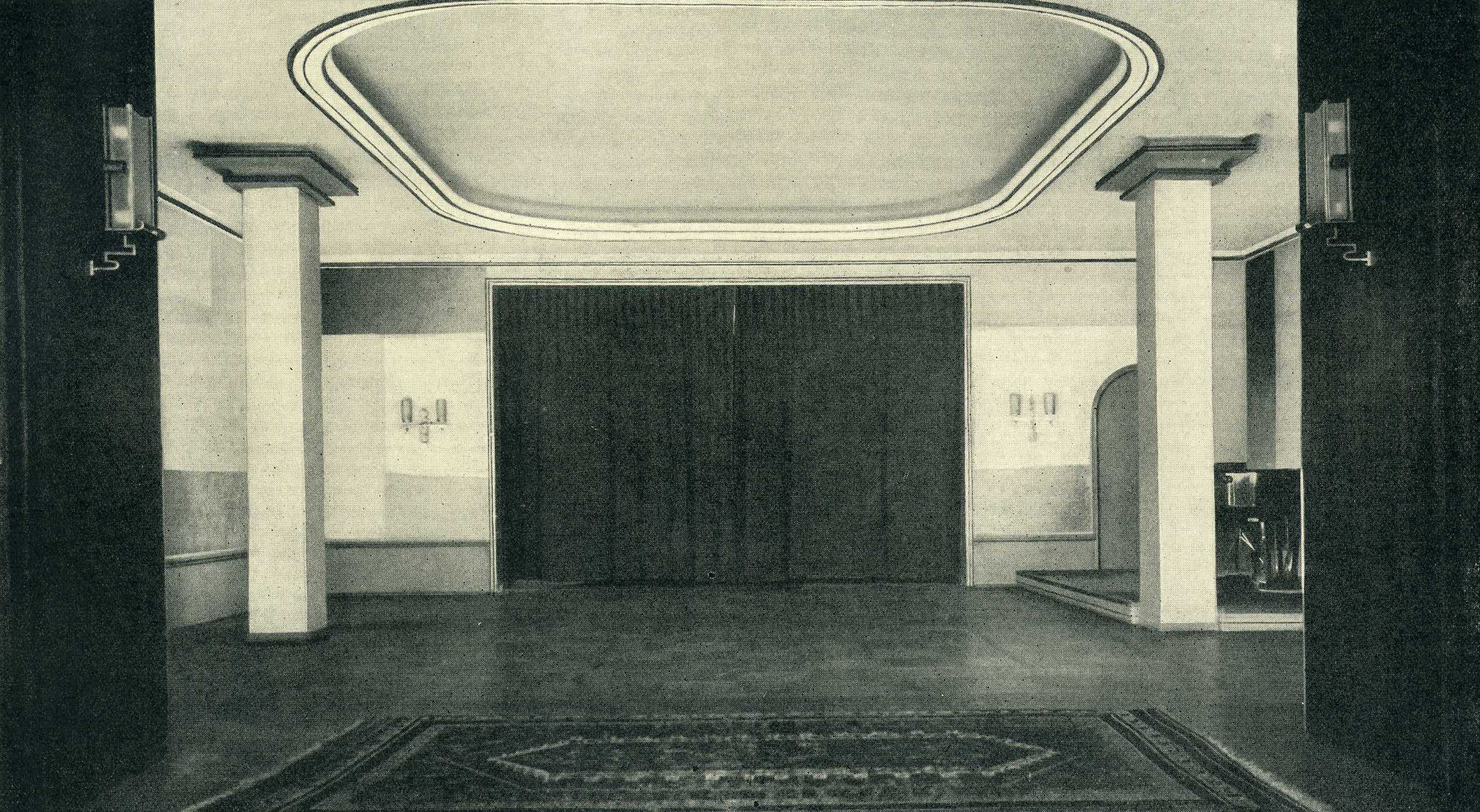
Salle de danse avec rideaux pneus.
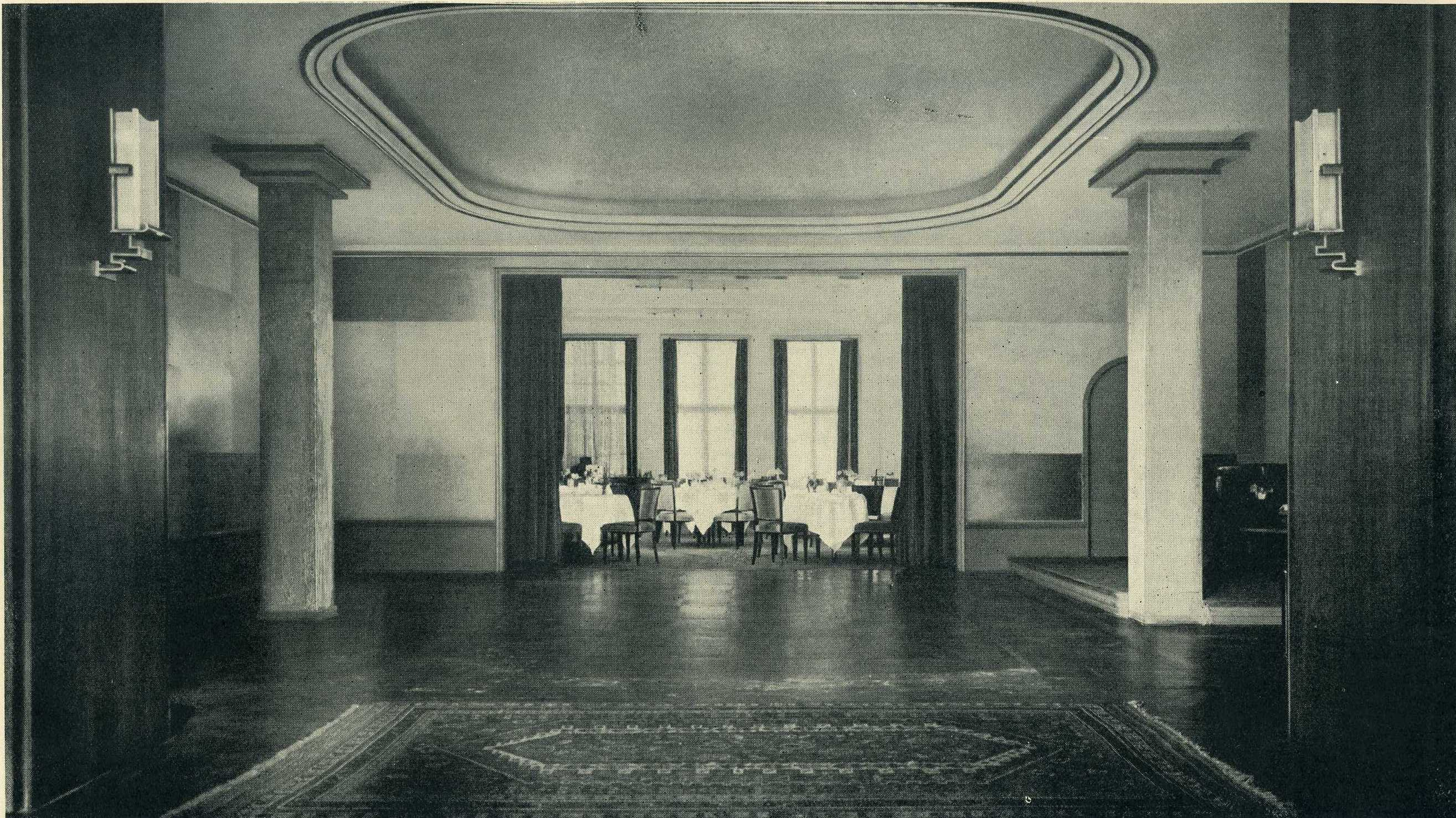
Salle de danse avec rideaux pneus et vue sur la Salle à manger.
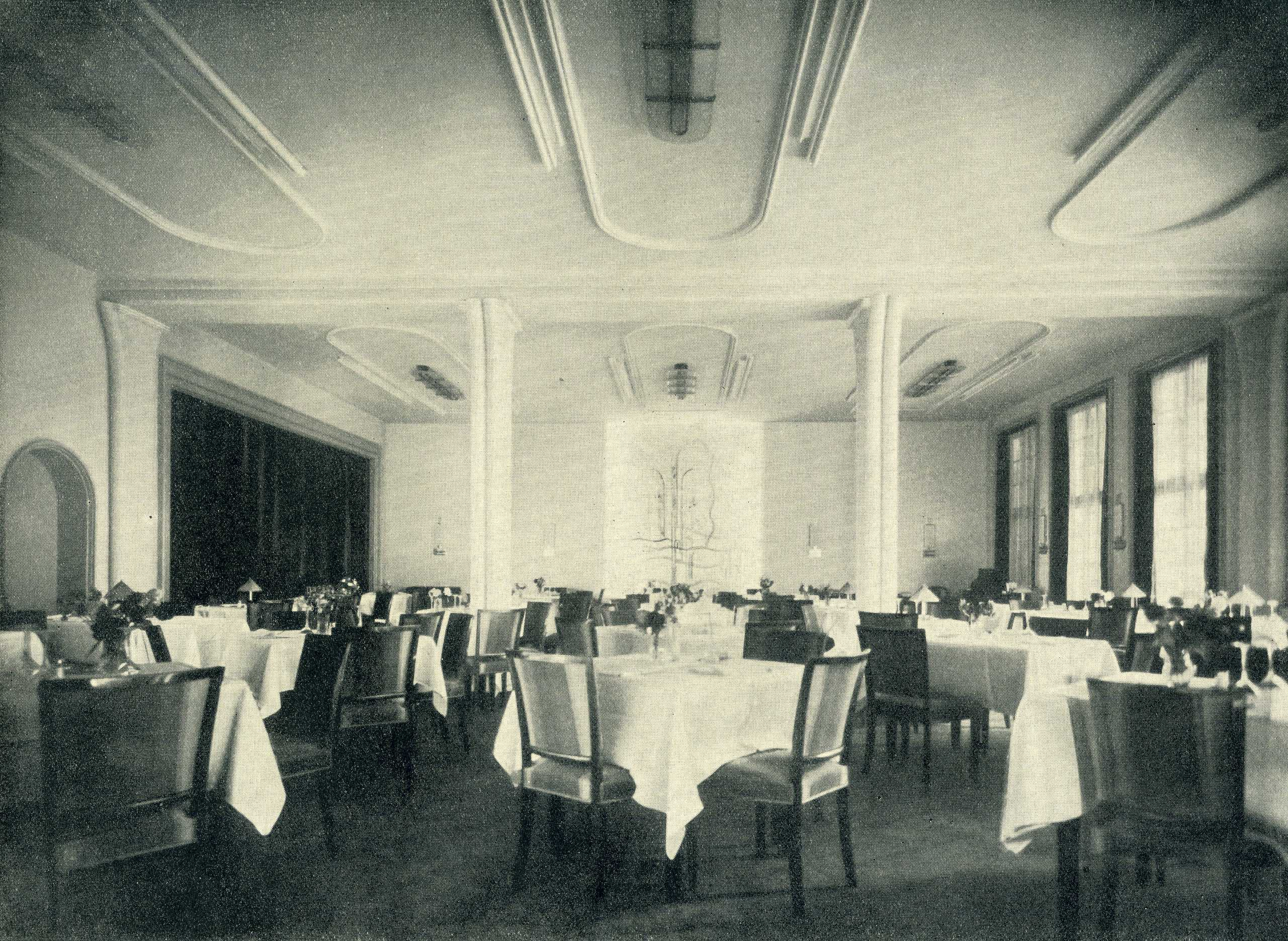
Salle à manger. A gauche se trouve le passage vers la salle de danse, caché par le rideau pneu.
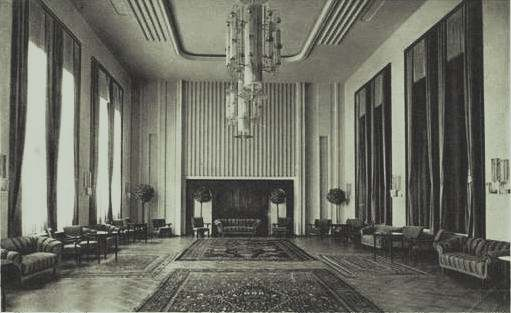
Salle de banquet
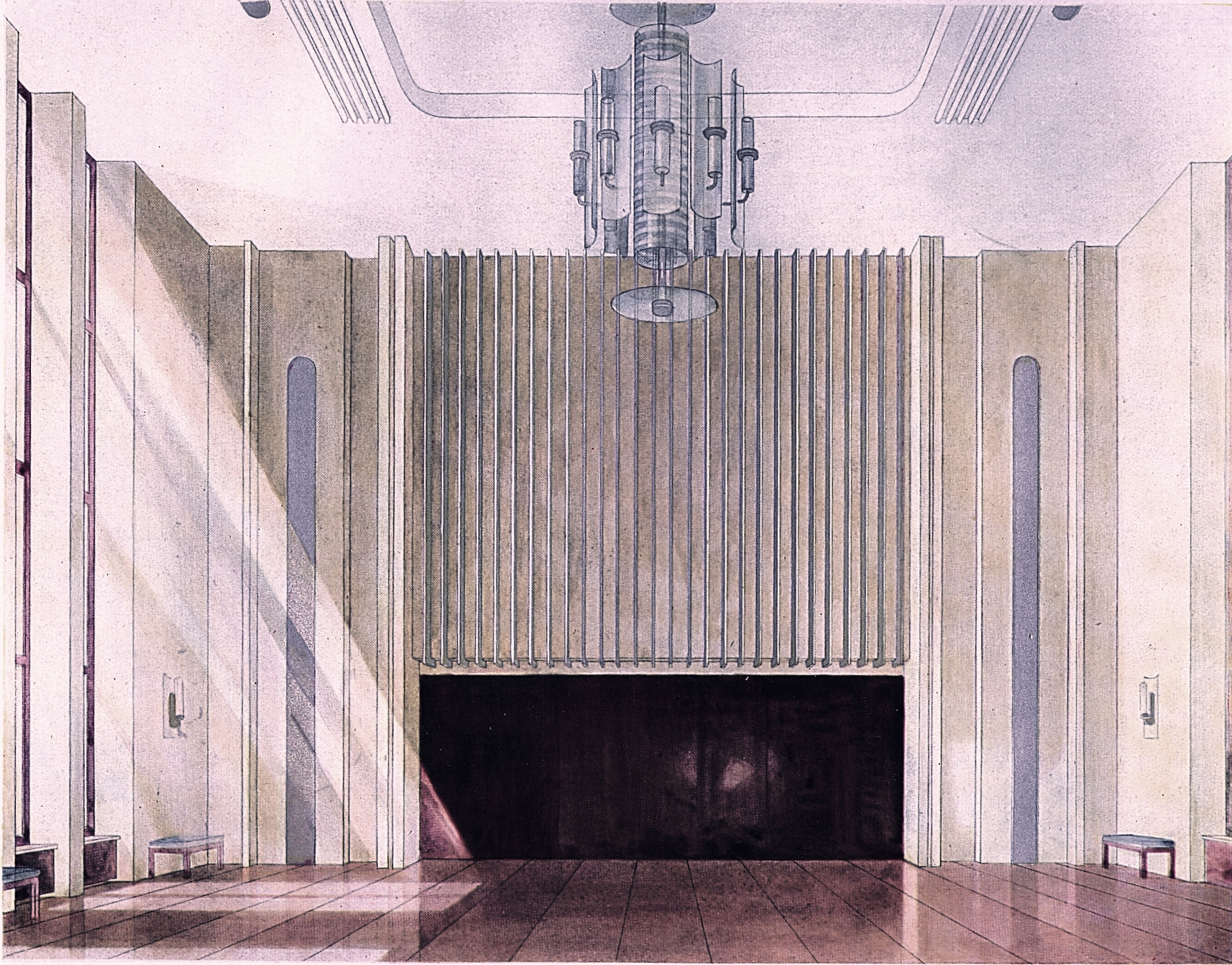
Salle de banquet (colorée)

#### Bar de l'hôtel
Le bar fait également preuve d'une « rigueur formelle », comme « une expression du sens du style que les années trente avaient développé pendant une courte période ». L'aménagement du mobilier, le sol et le type d'éclairage correspondent à ce goût : « des meubles simples, presque inexpressifs dans leur simplicité, se dressent sur un sol carrelé grand format aux contrastes noirs et blancs. La lumière provient d’une frise, elle aussi éclairée indirectement. Lignes droites et formalisme caractérisent le bar de l'hôtel : « Lorsque le professeur Fahrenkamp [...] reçoit la commande de redessiner le Breidenbacher Hof, les lignes droites et la sévérité formelle correspondent au sens stylistique de l'époque. Le bar de l'hôtel ne fait pas exception. ». On accède au bar de l'hôtel par une porte cintrée située dans le hall de passage.

Bar de l'hôtel et hall de passage
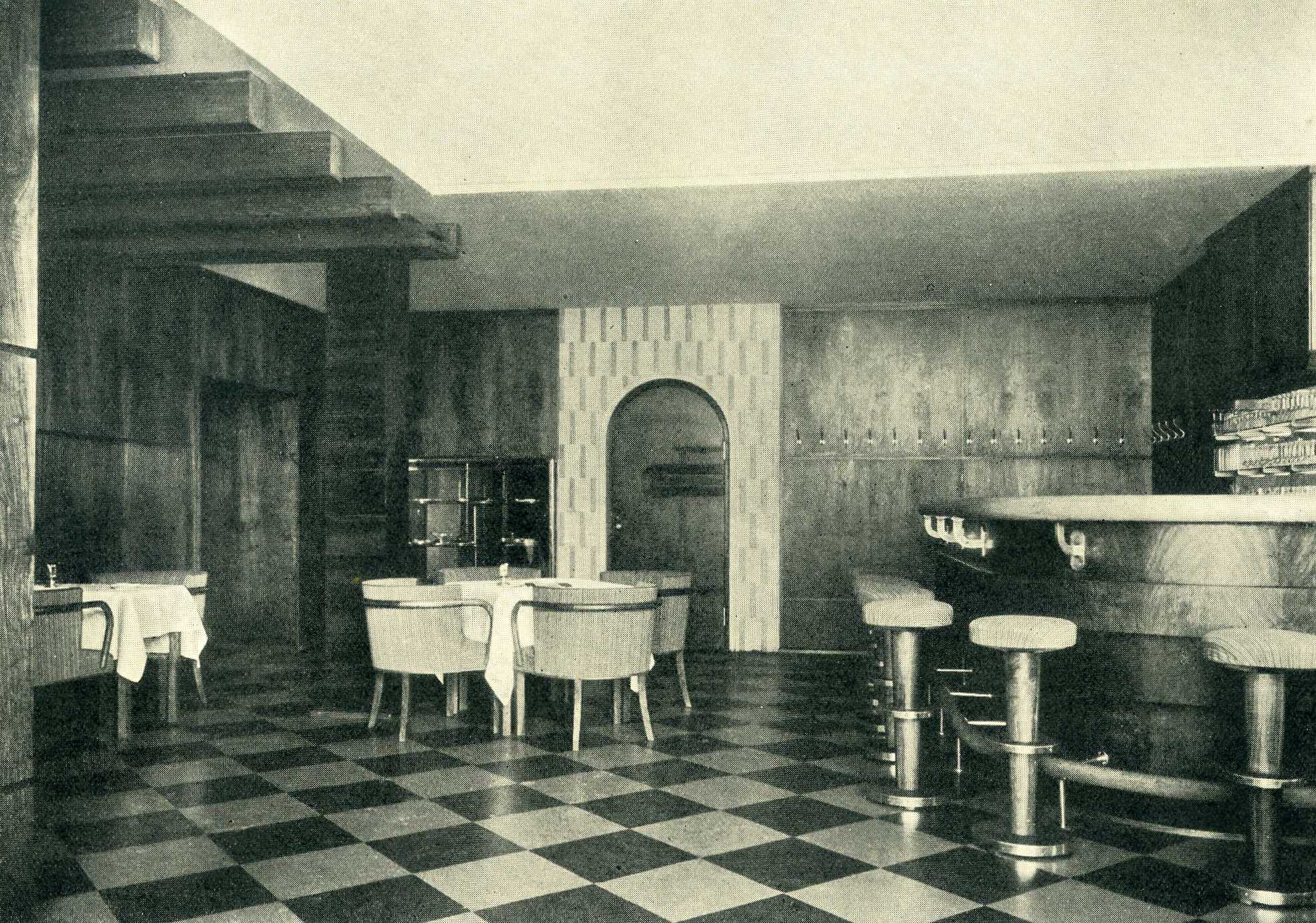
Bar de l'hôtel avec vue sur la porte de la fenêtre d'entrée (au milieu) et le comptoir (à droite).
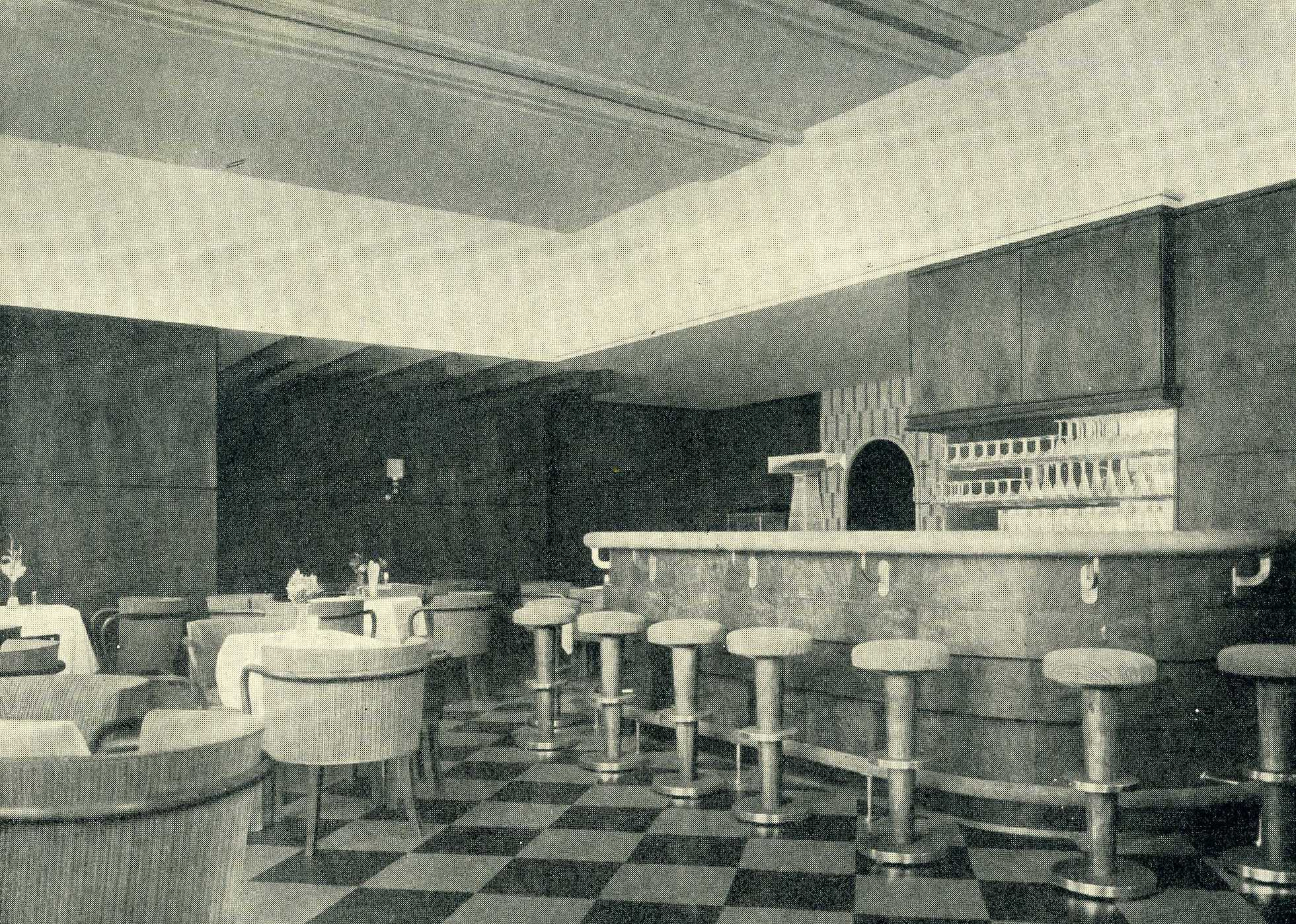
Bar d'hôtel avec comptoir.
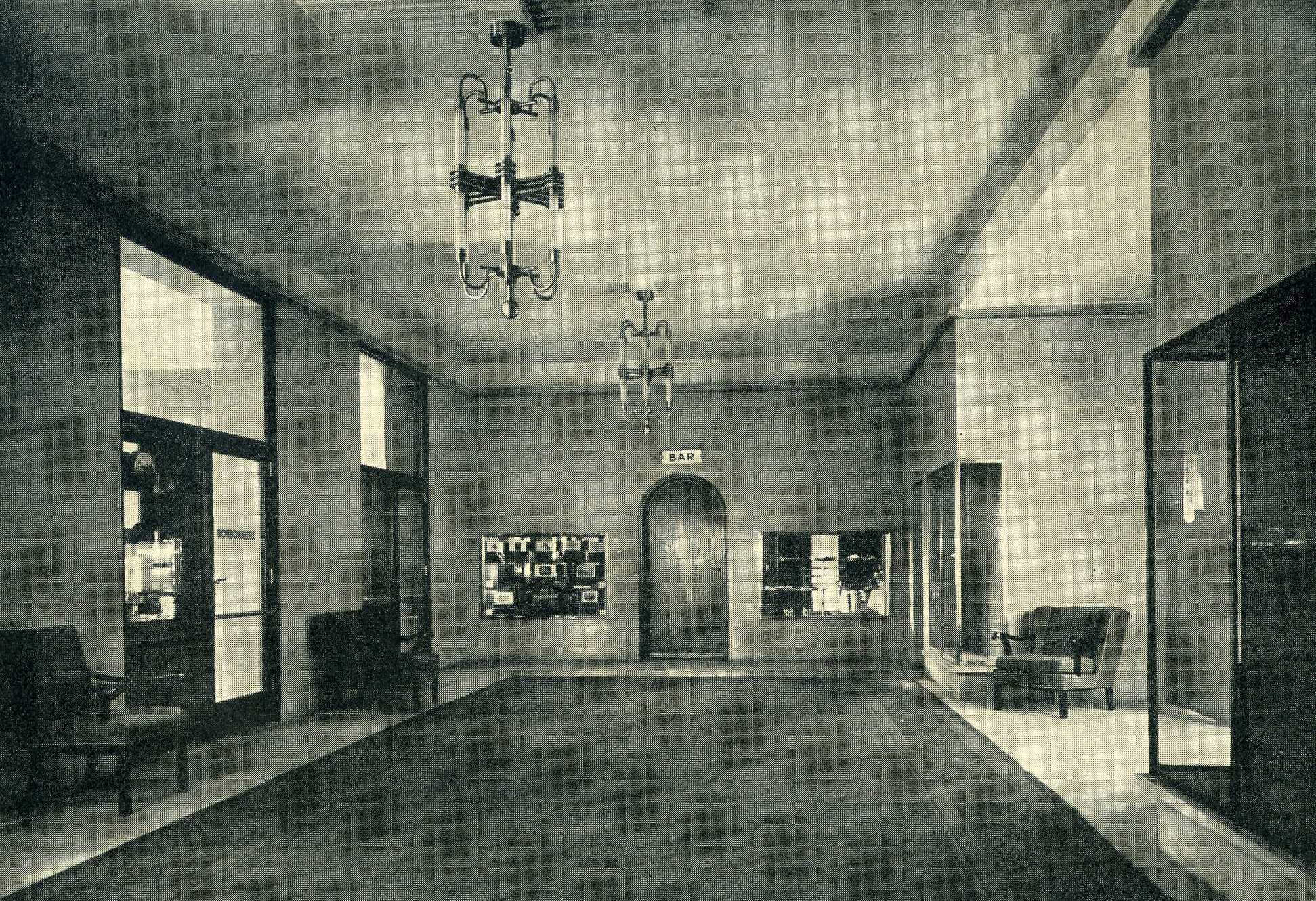
Hall de passage avec vue sur la porte d'entrée du bar de l'hôtel.
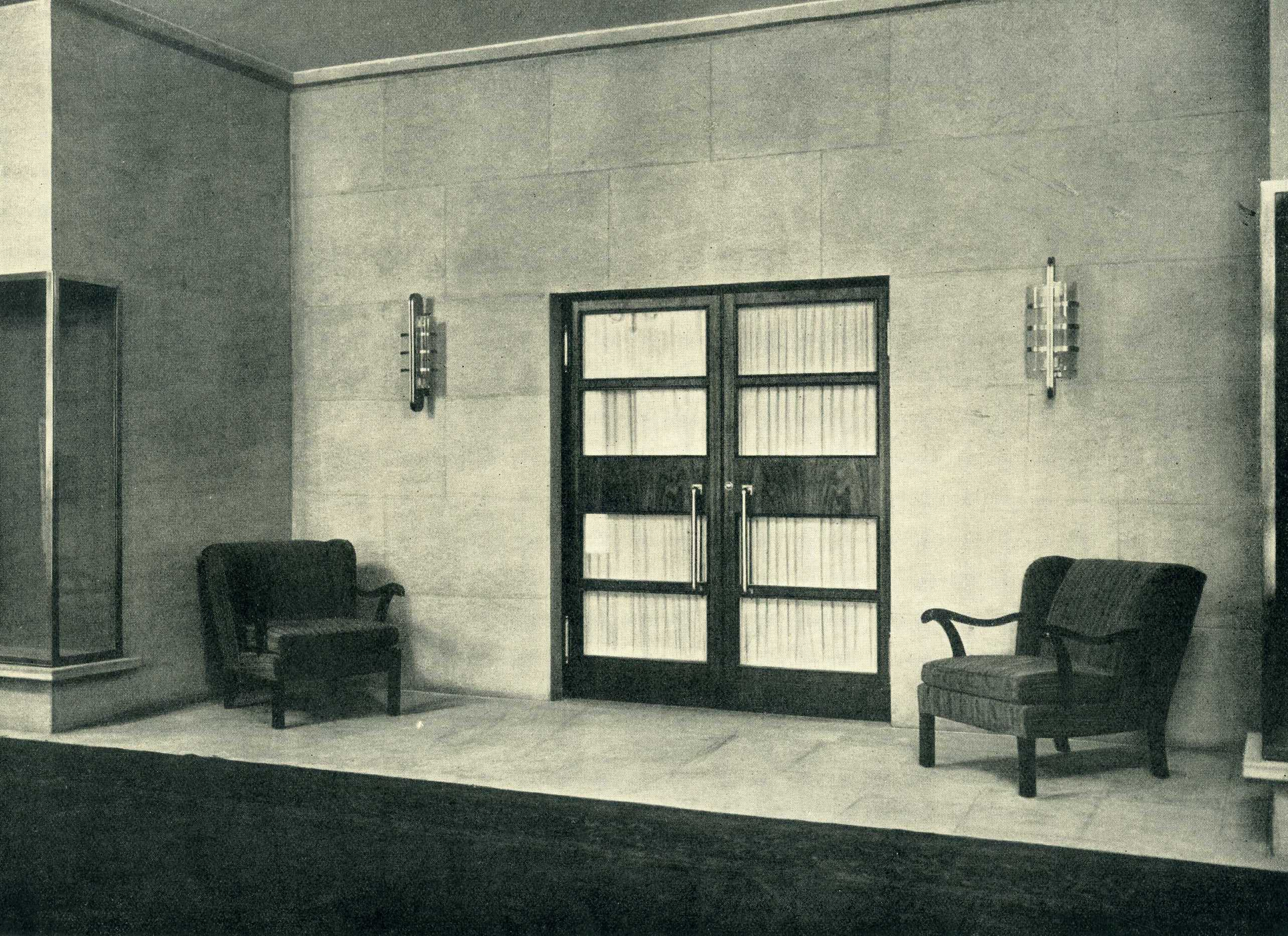
Hall de passage avec fauteuils
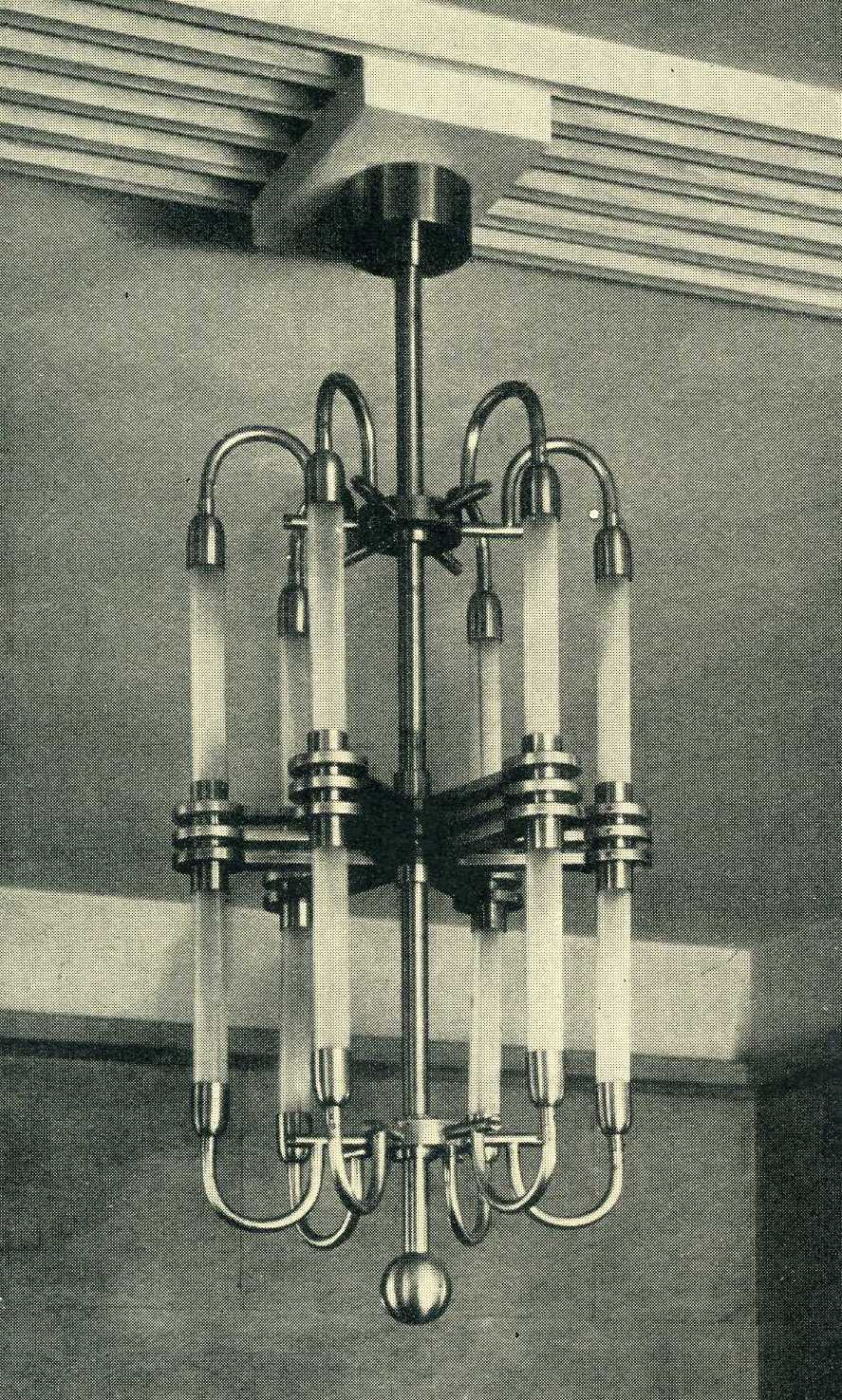
Luminaires dans le hall de passage.

### 1946/1950: Reconstruction (Emil Fahrenkamp)
Emil Fahrenkamp, qui a reconstruit l'hôtel avant la guerre, le reconstruit : Alors que le bâtiment de l'hôtel est redessiné dans le style de la Nouvelle Objectivité avant la guerre, ce style est considéré dans l'après-guerre comme trop « froid [ …] impersonnel et « distancié ». La décision est donc prise en faveur d'une architecture plus traditionnelle du modernisme d'après-guerre : « Heureusement, le professeur Fahrenkamp, qui a déjà réalisé la rénovation de l'hôtel dans les années 1920, est une fois de plus prêt à imaginer une nouvelle concept de bâtiment basé sur l'ancien plan et les fondations partiellement conservées pour développer […] Il est compréhensible que le Dr. Linsenmeyer ne veut pas charger son architecte Emil Fahrenkamp de réaliser une seconde fois ses anciens plans de 1928. Les expériences de la guerre sont trop graves et le désir de chercher un nouveau départ à l’extérieur est trop pressant. Et le goût qui, à peine 20 ans plus tôt, a conduit à l’architecture froide de « l’inviolabilité intérieure », que beaucoup perçoivent comme impersonnelle et distante, est probablement trop éphémère. Le Breidenbacher Hof est reconstruit dans le style architectural que l'on peut encore facilement reconnaître aujourd'hui comme le style des années cinquante : une façade simple avec des rangées uniformes de fenêtres, disposées comme des rubans autour de la maison. Une objectivité discrète, soutenue par un agencement de lignes qui rayonne d'harmonie, ne confond pas l'œil, mais ne donne pas non plus à l'œil la possibilité de « regarder » et ainsi d'identifier ce qui est reconnaissable. Le bar et le restaurant ouvrent leurs portes le 12 octobre 1949 et le Breidenbacher Hof le 15 août 1950. Le restaurant de Fahrenkamp pour le Breidenbacher Hof présente un mobilier traditionnel avec une architecture et des meubles de style Biedermeier : « Le grand restaurant est conçu de manière discrète et meublé de manière fonctionnelle. Le goût contemporain a opté pour des meubles légers, d’une simplicité presque Biedermeier. L'aménagement intérieur de la discothèque « Palette » et de la salle de réception est également néoclassique.

### 2005/2008: Nouveau bâtiment (Helmut Hentrich)
En 2005/2008, selon les plans des architectes de Düsseldorf Hentrich, Petschnigg & Partner (de), le nouveau bâtiment de neuf étages avec une façade en pierre naturelle entre la Königsallee et la Heinrich-Heine-Allee, qui a la même hauteur que le Kaufhof en face, est construit sur une période de construction de 28 mois. Le résultat est un bâtiment d'une superficie brute de 30 515 m² et un mélange d'hôtel, de commerces, de bureaux et de parking souterrain. Environ 115 millions d'euros sont investis dans ce projet. L'entrée principale de l'hôtel, qui se trouve sur la Heinrich-Heine-Allee pour tous les anciens bâtiments, se trouve désormais au milieu, en face du côté sud du Kaufhof, sur la Theodor-Körner-Straße.

Le designer de chambres Peter Silling et sa société Hotel Interior Design (HID) sont responsables de l'aménagement intérieur. Des projets tels que le château de Velden (de), la Rocco Forte Villa Kennedy (de) et le Grand Hotel château de Bensberg sont déjà réalisés sous sa direction. L'élégance intemporelle et le confort baroque, inspirés d'éléments de l'Art Déco et de l'Empire, traduisent l'idée de base de Silling : « Le client doit voir, ressentir et expérimenter le luxe ». Au sous-sol de l'hôtel, vous pouvez voir les vestiges des remparts de la ville de Düsseldorf, découverts lors des travaux de fouille.

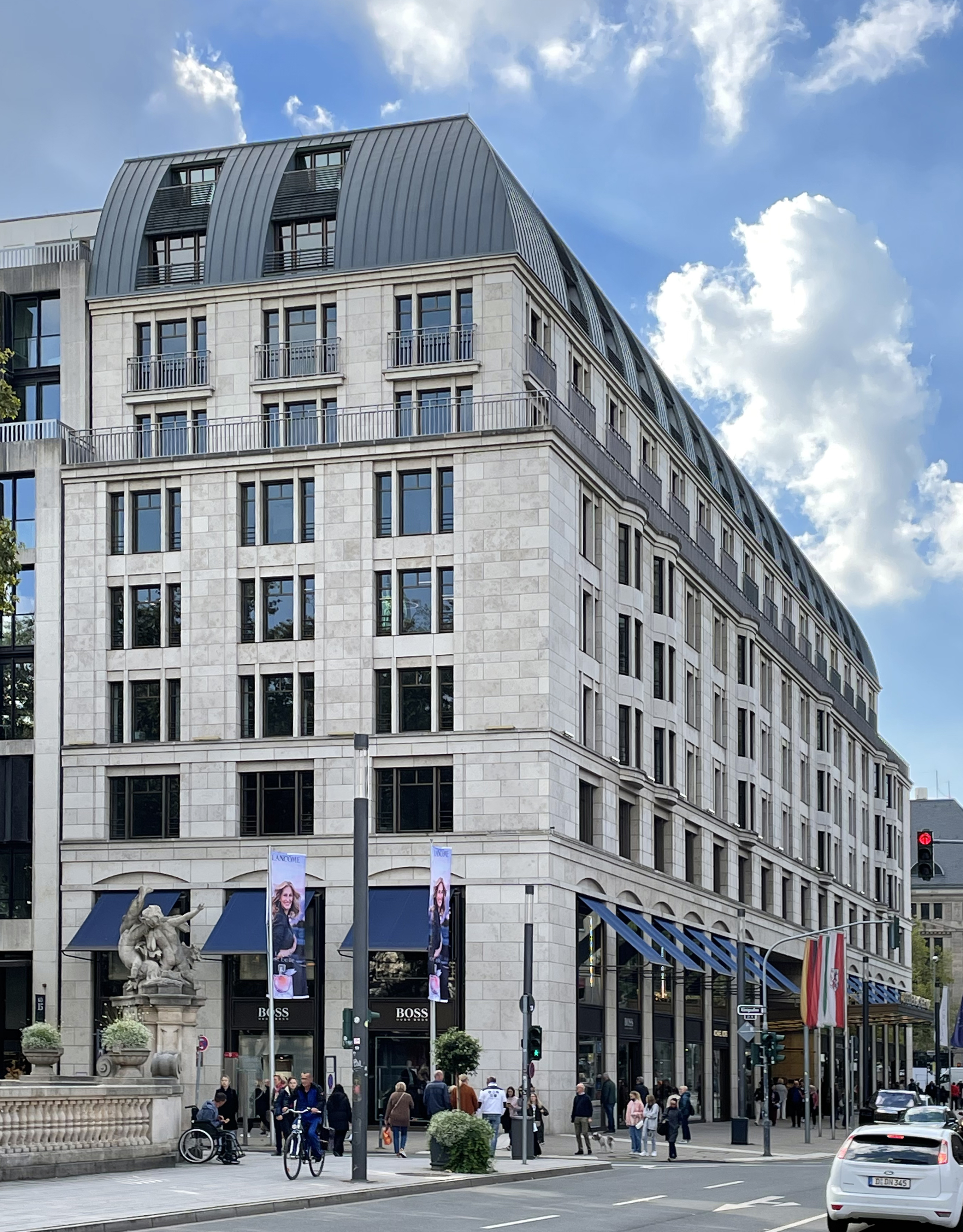
Breidenbacher Hof (2022)
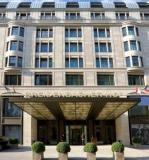
Vue de la façade en pierre naturelle et de l'entrée principale, Theodor-Körner-Straße (2008)
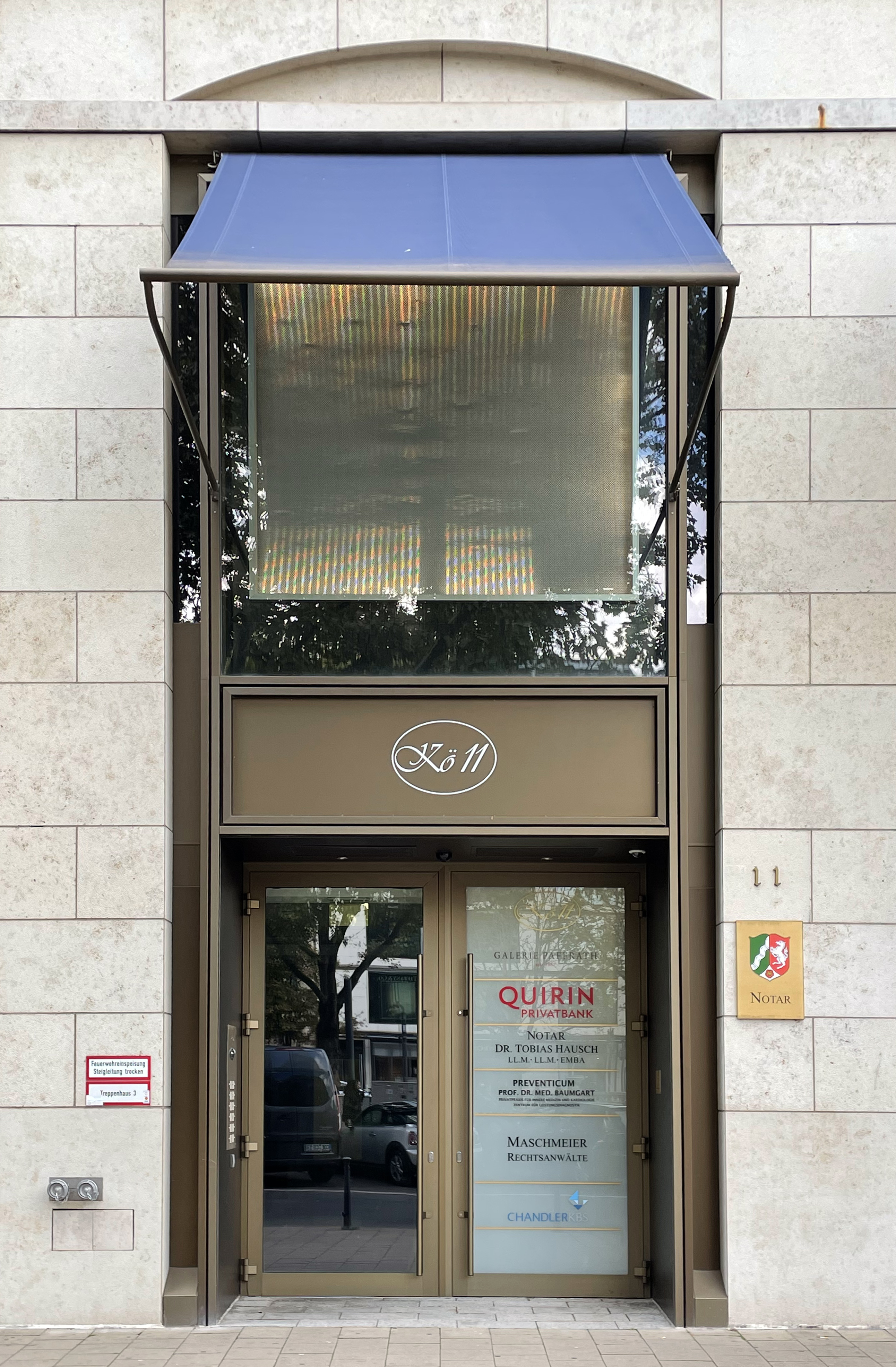
Entrée Königsallee 11 (2022)
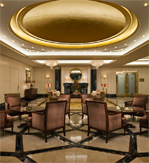
Hall d'entrée (2008)
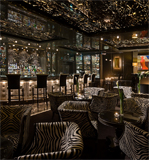
Bar (2008)

## Cadre d'un roman
Dans le roman Königsallee (de) de 2013, écrit par Hans Pleschinski, l'hôtel Breidenbacher Hof à Düsseldorf dans les années 1950 est le théâtre d'une rencontre fictive entre l'écrivain Thomas Mann et Klaus Heuser, qu'il rencontre à Sylt à l'été 1927 et qu'il invite ensuite à sa maison à Munich l'a fait. Heuser, le fils du directeur de l'académie des arts Werner Heuser, est le modèle du personnage fictif Joseph dans le roman de Mann Joseph et ses frères,,